# Cultura del Brasil
La cultura del Brasil és majoritàriament occidental i és resultant de la imbricació de la cultura portuguesa europea amb la diversitat de pobles indígenes del territori i els milions d'africans esclavitzats arribats fins al segle xix. Entre finals del xix i principis del xx, arribaren diverses onades migratòries d'italians, espanyols, alemanys, austríacs, siris, libanesos, armènis, japonesos, xinesos, coreans, grecs, polonesos, suïssos, ucraïnesos i russos, jugant una funció important en la seva cultura i començant a donar un perfil de societat multicultural i multiètnica.
Les nombroses herències portugueses inclouen la llengua, receptes com la feijoada, la religió predominant i els estils arquitectònics colonials. Aquests aspectes, però, van estar influenciats per les tradicions africanes i indígenes americanes, així com les d'altres països d'Europa occidental. Alguns trets actuals de la cultura brasilera són aportacions d'immigrants italians, espanyols, alemanys, japonesos i altres europeus. Els amerindis i els africans van tenir un paper cabdal en la formació de la llengua, la cuina, la música, la dansa i la religió brasileres.
Aquest bagatge cultural divers ha ajudat a desenvolupar moltes tradicions que s'han donat a conèixer arreu del món, com el Carnaval brasiler, la samba, la bossa nova, la caipirinha o els bols d'açaí. La seva acolorida cultura crea un entorn que fa del Brasil una destinació popular per a molts turistes, atraient a més de sis milions de turistes cada any.

## Història

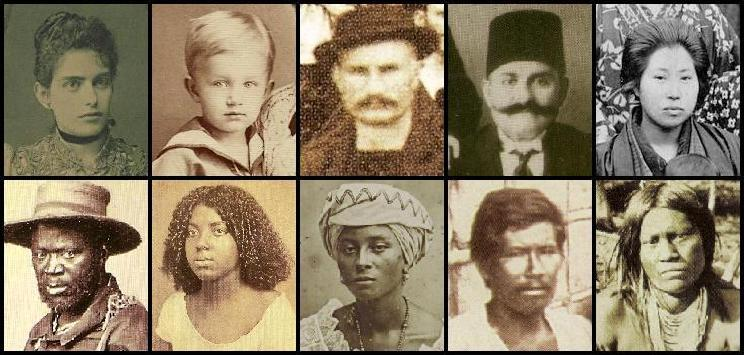
El poble brasiler té diversos grups ètnics. Primera fila: portuguès, alemany, italià, àrab i japonès respectivament. Segona fila: africà, mestissos (cafuzo, mulato i caboclo, respectivament) i brasilers indígenes (amerindis).

Brasil va ser una colònia del Regne de Portugal durant més de tres segles (1500 - 1815). Al voltant d'un milió de colons portuguesos van arribar durant aquest període i van portar la seva cultura a la colònia. Els habitants indígenes del Brasil van tenir molt contacte amb els colons. Una part important va ser massacrada, altres van ser assimilats pels portuguesos - culturalment o per via del mestissatge - i una petita fracció es conserva pràcticament intacte en reserves indígenes. Per això, el Brasil també té influències ameríndies en la seva cultura, principalment en la producció agrícola, la gastronomia i en aportacions idiomàtiques: el portuguès brasiler té centenars de paraules d'origen indígena americà, principalment d'arrel tupi-guaraní.
Els negres africans, que van ser portats com esclaus al Brasil, també van participar activament en la formació de la cultura brasilera. Encara que els colons portuguesos van forçar els seus esclaus a convertir-se al catolicisme i parlar portuguès, la seva cultura ancestral va ultrapassar la separació entre casa-grande i senzala, sent absorbida pels habitants del Brasil de tots els orígens. Algunes regions del Brasil, especialment l'estat de Bahia, tenen herències africanes especialment notables en la música, la cuina, la dansa i la llengua.
Els immigrants d'Itàlia, Alemanya, Espanya, Japó, Ucraïna, Rússia, Polònia, Àustria-Hongria i l'Orient Mitjà van tenir un paper important a les zones on es van assentar (sobretot el sud i el sud-est del Brasil). Van organitzar comunitats que es van convertir en ciutats importants com Joinville, Caxias do Sul, Blumenau, Curitiba i van aportar importants contribucions a la cultura del Brasil.
El modernisme al Brasil va començar amb la Setmana d'Art Modern celebrada a São Paulo el 1922 i es va caracteritzar per l'experimentació i l'interès per la societat i la cultura brasileres, així com per la rebel·lió contra la influència d'Europa i els Estats Units i l'ortodòxia de l'Acadèmia Brasilera de Lletres. Tarsila do Amaral i Oswald de Andrade van estar entre els catalitzadors del Moviment Antropofàgic, amb obres com el Manifesto Pau-Brasil i el propi Manifesto Antropófago. A la dècada de 1930, sociòlegs com Gilberto Freyre i Sérgio Buarque de Hollanda van publicar idees sobre la cultura, la societat i la identitat brasileres, presentant conceptes com ara "democràcia racial" i "home cordial".
Un altre moviment cultural important del segle xx va ser la Tropicália. Fou un corrent contra la repressió de diferents formes d'autoritarisme, com ara la dictadura militar brasilera i l'Església catòlica. Formant part de la contracultura dels anys 60 i 70, el tropicalisme va ser liderat per figures com Gilberto Gil i Caetano Veloso i es va manifestar principalment en la música.

## Llengua

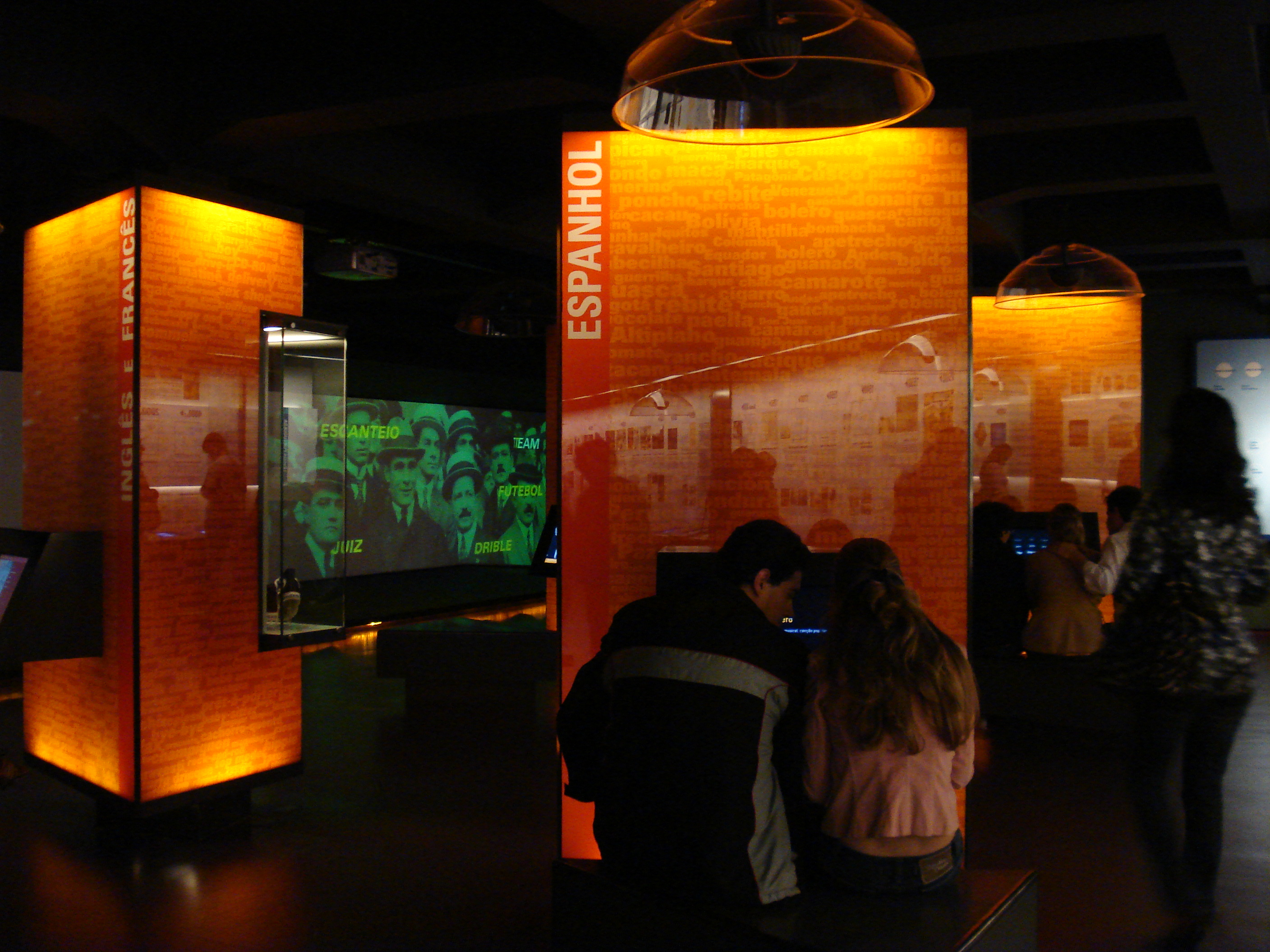
Museu de la Llengua Portuguesa a São Paulo

La llengua oficial del Brasil és el portuguès. El parla aproximadament el 99% de la població, cosa que el converteix en un dels elements més forts de la identitat nacional. La Libras o llengua brasilera de signes, també té categoria de llengua oficial. Només hi ha alguns pobles indígenes del Brasil i petits grups d'immigrants que no parlen portuguès.
De la mateixa manera que l'anglès americà o el francès canadenc, el portuguès brasiler és fonèticament més conservador o arcaic que la llengua de la metròpoli colonitzadora, mantenint diverses característiques que tenia el portuguès europeu abans del segle xix. També de manera semblant a l'anglès americà, la variació regional brasilera - així com l'europea - inclouen un petit nombre de paraules d'origen indígena americà i africà, principalment restringits a topònims i fauna i flora.
Les llengües minoritàries es parlen a tot el país. En l'interior del país es parlen més de cent vuitanta llengües amerindies. Els descendents dels immigrants arribats entre 1870 i 1930 parlen altres llengües. Hi ha comunitats significatives de parlants de dialectes de l'alemany (el hunsrückisch o el pomerà), d'italià (el talian) o d'espanyol (el portunyol en la frontera amb l'Uruguai) parlats al sud del país influenciades per la llengua portuguesa. Sense oblidar les comunitats eslaves i poloneses que també formen part d'aquestes llengües minoritàries. Ara bé, la decaiguda de l'ús de les llengües minoritàries té un moment clau en l'època de l'Estado Novo, durant l'Era Vargas, quan l'ensenyament passa a ser obligatòriament en portuguès.

## Literatura
La literatura brasilera es remunta al segle xvi, als escrits dels primers exploradors portuguesos al Brasil, com ara Pêro Vaz de Caminha, plens de descripcions de fauna, flora i pobles indígenes que van sorprendre els europeus que arribats a Amèrica. Quan el Brasil esdevingué una colònia de Portugal, existia la "literatura jesuïta", el nom principal de la qual era el pare António Vieira, un jesuïta portuguès que esdevingué un dels escriptors barrocs més famosos de la llengua portuguesa. D'aquest període sobreviuen uns quants exemples més explícitament literaris, el poema èpic de José Basílio da Gama que celebra la conquesta de les Missions pels portuguesos, i l'obra de Gregório de Matos Guerra, que va produir una quantitat considerable de textos satírics, religiosos i seculars.

L'arcadisme es va estendre al Brasil a mitjans del segle xviii, seguint l'estil del neoclassicisme italià o la il·lustració francesa. El motor cultural - i econòmic - en aquella època era la província de Minas Gerais. Santa Rita Durão (Caramuru), Tomás Antônio Gonzaga (Marília de Dirceu) i Cláudio Manuel da Costa (Vila Rica).

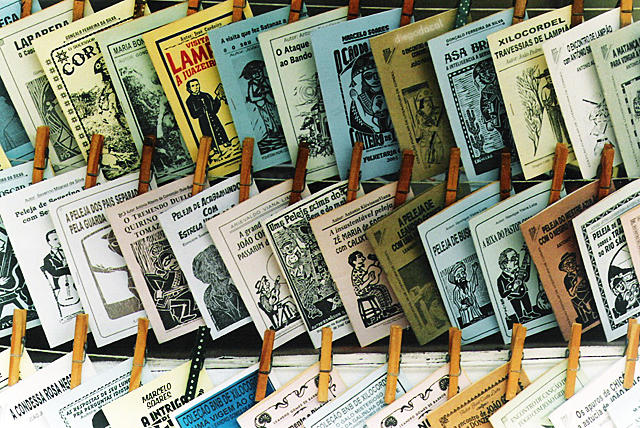
La literatura de canya i cordill (literatura de cordel) és un gènere literari molt popular al nord-est del Brasil; segons el poeta Carlos Drummond de Andrade, és una de les manifestacions més pures de l'esperit inventiu, el sentit de l'humor i la capacitat crítica dels brasilers de l'interior i dels orígens més humils.

Brasil va produir obres importants en el romanticisme: novel·listes com Joaquim Manuel de Macedo i José de Alencar van escriure novel·les sobre l'amor i el dolor. Alencar, en la seva llarga trajectòria, també va tractar els indígenes com a herois a les novel·les indígenes O Guarany, Iracema, Ubirajara. El francès Mal du siècle també va ser introduït al Brasil per persones com Alvares de Azevedo: la Lira dos Vinte Anos i la Noite na Taverna són símbols nacionals de l'ultraromanticisme. Gonçalves Dias, considerat un dels grans poetes nacionals, va cantar des de la saudade a la terra brasilera en la famosa Cançó de l'exili (1843), recitada per tots els escolars brasilers. També data d'aquesta època, tot i que la seva obra ha eclosionat al realisme, Joaquim Maria Machado de Assis, entre les obres del qual destaquen Helena, Memòries Pòstumes de Brás Cubas, O alienista, Dom Casmurro, i que és àmpliament considerat com l'escriptor més important de la literatura brasilera - almenys fins l'arribada de la República. La figura d'Assis és recongeguda i respectada a tot el món.
Monteiro Lobato, representant del premodernisme, va escriure principalment per a nens, sovint incorporant la mitologia grega i el didacticisme al folklore brasiler, com veiem en els seus contes sobre Saci Pererê. Alguns autors d'aquesta època, com Lima Barreto, Simões Lopes Neto i Olavo Bilac, mostren ja un caràcter clarament modern; Augusto dos Anjos, les obres del qual combinen elements simbolistes, parnassians i fins i tot premodernistes, té un "llenguatge paralític".
Mário de Andrade i Oswald de Andrade, del modernisme, van combinar les tendències nacionalistes amb l'interès pel modernisme europeu i van crear la Setmana d'Art Modern de 1922. João Cabral de Melo Neto i Carlos Drummond de Andrade se situen entre els més grans poetes brasilers; el primer, postmodernista, preocupat per l'estètica va crear una poètica concisa, el·líptica i magra, contra el sentimentalisme; Drummond, al seu torn, va ser partidari de l'antipoètica, on la llengua va néixer amb el poema. Dins del postmodernisme, João Guimarães Rosa va escriure la novel·la Grande Sertão: Veredas, sobre l'interior brasiler, amb un estil molt original i gairebé una gramàtica pròpia; una vía, la del costumisme, que també explotaria l'etern nominat al Nobel, Jorge Amado. Per la seva part, Clarice Lispector, nascuda a Ucraïna, descrivia els seus personatges amb introspecció, fent tota una investigació psicològica. Vinicius de Moraes, sobrenomenat O Poetinha, va ser notable com a poeta, assagista i lletrista que sovint col·laborava amb el compositor Tom Jobim.
Ja entra a finals del xx i començaments del xxi, Hilda Hist, Nelson Rodrigues, Rubem Fonseca i Sérgio Sant'Anna, al costat de Nélida Piñón i Lygia Fagundes Telles, totes dues membres de l'Academia Brasileira de Letras, són autors importants que escriuen sobre temes contemporanis de vegades amb tonalitats eròtiques o polítiques. Ferreira Gullar i Manoel de Barros són dos poetes molt admirats i el primer també ha estat nominat al Premi Nobel.

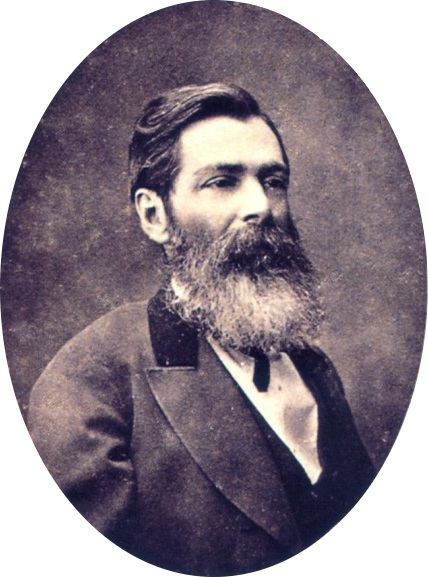
José de Alencar, 1829-1877.
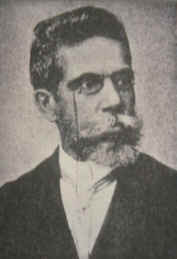
Machado de Assis. 1839-1908.
Carlos Drummond de Andrade, 1902-1987.
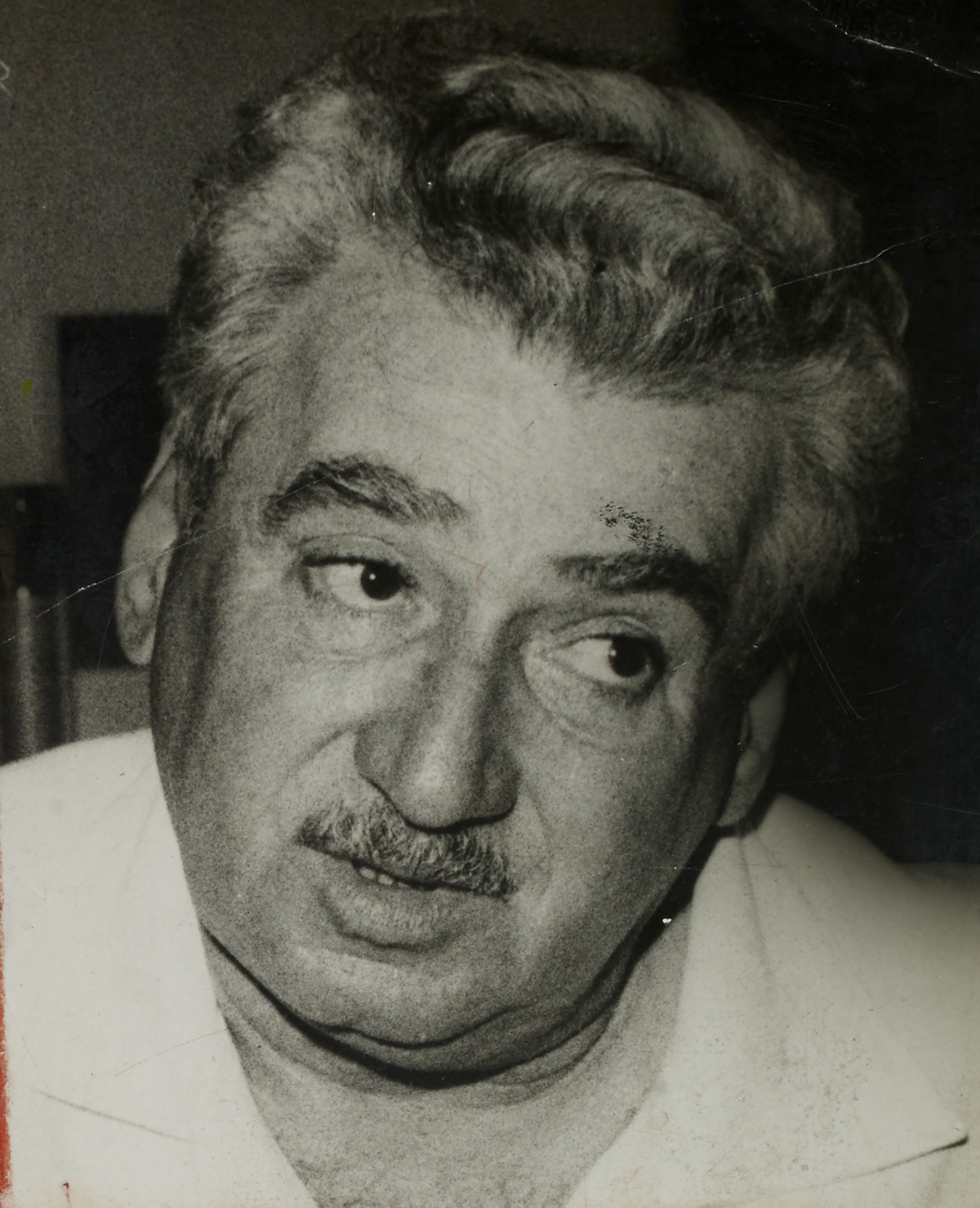
Jorge Amado, 1912-2001.
Clarice Lispector, 1920-1977.
Nélida Piñón, 1937-2022.

## Arts visuals

### Pintura i escultura

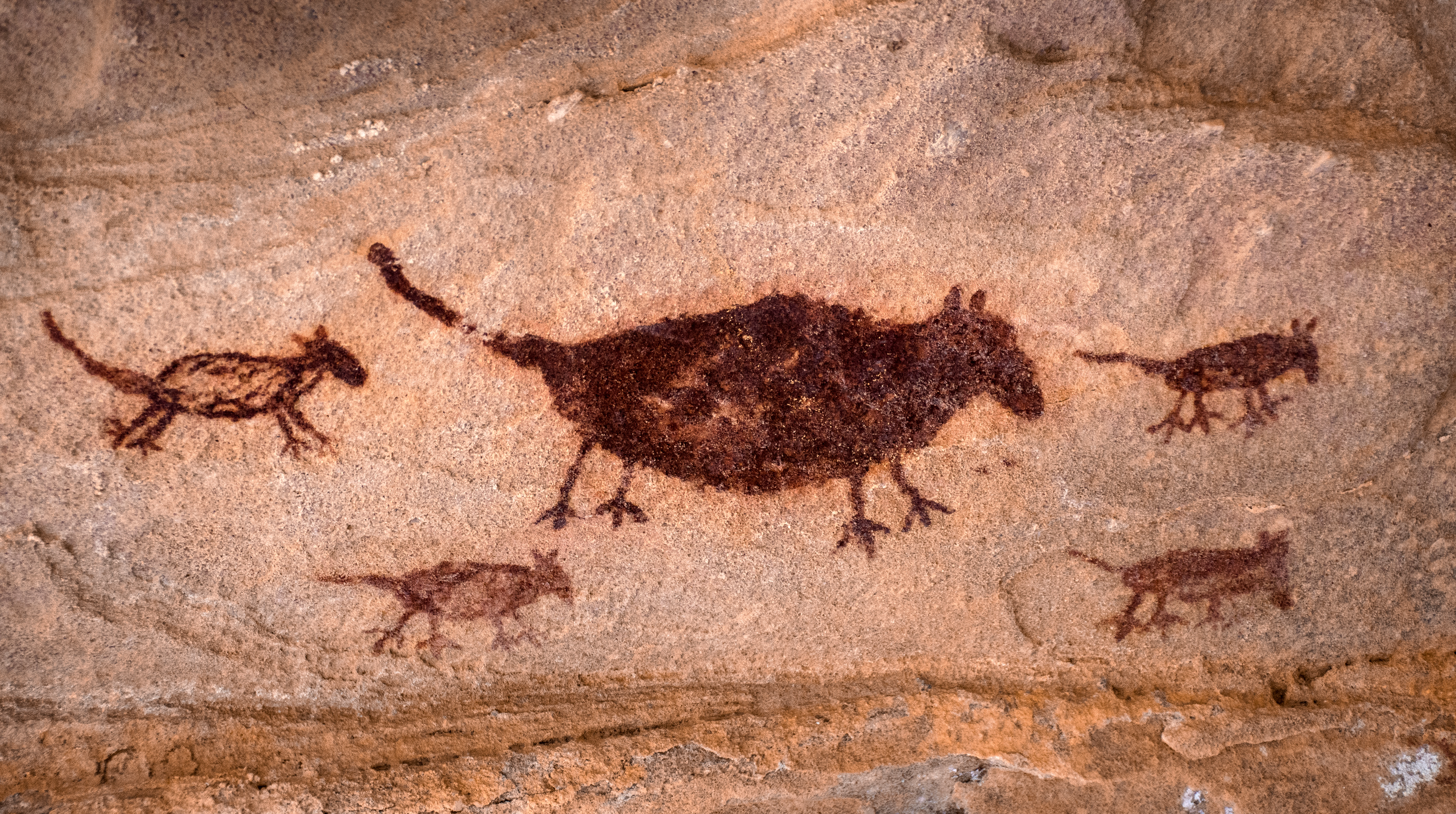
Pintures rupestres a la Serra de la Capivara.

Els exemples més antics coneguts d'art brasiler són les pintures rupestres del Parc Nacional de la Serra da Capivara a l'estat de Piauí, que es remunten al c. 13.000 aC. A Minas Gerais i Goiás, al Jaciment de Pedra Furada, es mostren patrons geomètrics i formes animals. Un dels tipus d'artefactes precolombins més sofisticats trobats al Brasil és l'elaborada ceràmica marajoara (c. 800–1400 dC), de cultures sorgides a l'illa de Marajó i a la regió de Santarém, també estatuetes i objectes de culte, com ara els petits amulets de pedra tallada anomenats muiraquitãs.

Molts dels jesuïtes van treballar al Brasil sota la influència del barroc, l'estil dominant al Brasil fins al començament del segle xix. El barroc brasiler va florir a Bahia, Pernambuco i Minas Gerais, generant artistes valuosos com Manuel da Costa Ataíde i sobretot l'escultor-arquitecte Aleijadinho.

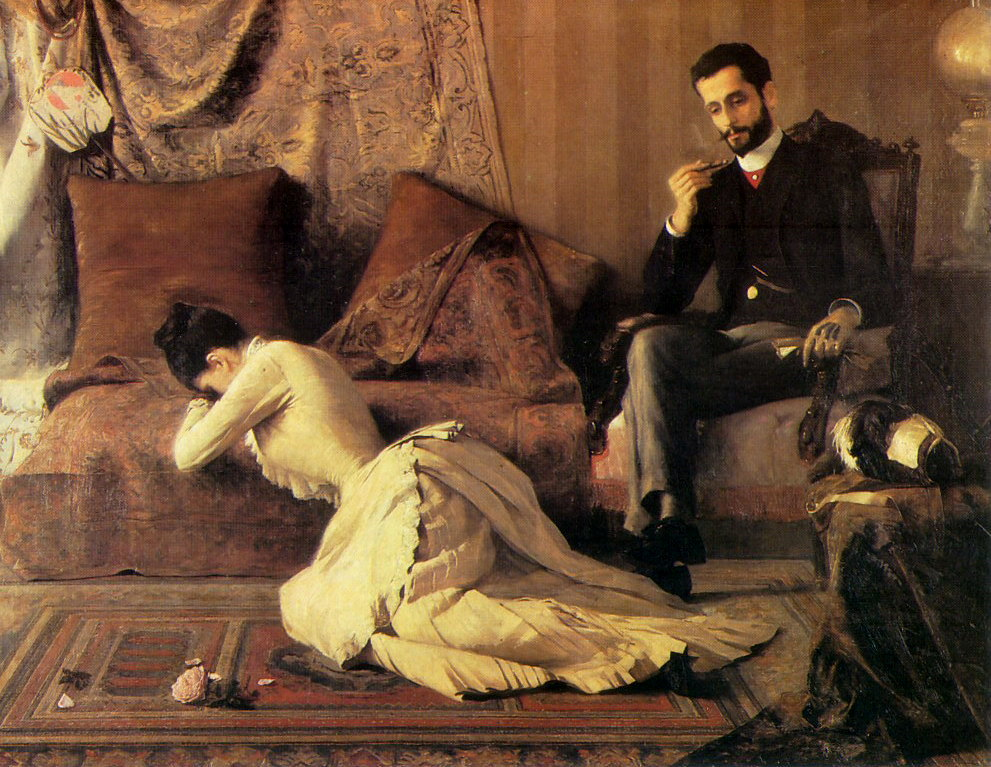
Arrufos (L'escut), de Belmiro de Almeida (1887), símbol del realisme brasiler.

El 1816, durant els anys en què Rio de Janeiro es va convertir en la capital del Regne Unit de Portugal, el Brasil i l'Algarve, el rei Joan VI amb l'ajuda de la Missió Artística Francesa al Brasil va crear l'Escola Real de Ciències, Arts i Oficis (actual Escola Nacional de Belles Arts) i va imposar un nou concepte d'educació artística, posant com les bases per a una revolució en la pintura, l'escultura, l'arquitectura, les arts gràfiques i l'artesania brasilera. Unes dècades més tard, sota el patrocini personal de l'emperador Pere II, que es dedicava a un ambiciós projecte nacional de modernització, l'Acadèmia va arribar a la seva època daurada, afavorint l'aparició de la primera generació de pintors romàntics, com Víctor Meirelles i Pedro Américo, que, entre d'altres, va produir símbols visuals duradors de la identitat nacional. Els quadres del Romanticisme brasiler, degut al seu caire acadèmic i cortesà, va prendre una forma peculiar, constrit, sense mostrar el dramatisme aclaparador, la fantasia, la violència o l'interès per la mort i les fatalitats que es veia habitualment en la versió europea.
A principis del segle xx es va afrontar una lluita entre les velles escoles i les tendències modernistes. Les importants pintores Anita Malfatti i Tarsila do Amaral van ser ambdues pioneres de l'art modern al país, i es troben entre les figures més conegudes del Moviment Antropofàgic, que es va inspirar en el quadre Abaporu. L'objectiu dels "antropòfags" era empassar-se la modernitat arribada d'Europa i dels EUA i digerir-la en una modernitat genuïnament brasilera. Malfatti va participar en la Setmana d'Art Modern (Amaral es trobava a París en aquell moment), un festival multidisciplinar celebrat a São Paulo l'any 1922, que va renovar l'entorn artístic i cultural de la ciutat i també va presentar artistes com Emiliano Di Cavalcanti, Vicente do Rego Monteiro i Victor Brecheret.
A partir del folklore brasiler, molts artistes s'han compromès a barrejar-lo amb les propostes de l'expressionisme europeu, el cubisme i el surrealisme. Del surrealisme, sorgeix Ismael Nery, preocupat per temes metafísics on les seves imatges apareixen en escenaris imaginaris i contraris a qualsevol referència reconeixible. En la següent generació, les idees modernistes de la Setmana de l'Art Modern van incidir en un modernisme moderat que podia gaudir de la llibertat de l'estricta agenda acadèmica, amb més característiques del mètode convencional. En el treball de Candido Portinari és on quedarà millor exemplificat, sent l'artista més representatiu de mitjans de segle. En els darrers anys, noms com Oscar Araripe, Beatriz Milhazes o Romero Britto han estat força reconeguts.
El gènere escultòric brasiler no ha tingut la mateixa representativitat a nivell mundial. No obstant això, al país s'hi troba una de les obres més reconegudes del món: el Crist Redemptor de Rio de Janeiro, de 1931.

### Arquitectura
L'arquitectura brasilera del període colonial va estar molt influenciada per l'estil manuelí portuguès, encara que adaptat al clima tropical. A l'estat de Minas Gerais, la ciutat de Vila Rica (actualment Ouro Preto) va ser declarada Patrimoni de la Humanitat per la UNESCO, i conté nombrosos exemples ben conservats d'aquest estil, d'artistes com Aleijadinho. La incipient burgesia va establir-se a les ciutats en cases de dues plantes de tradició portuguesa, anomenades sobrados.

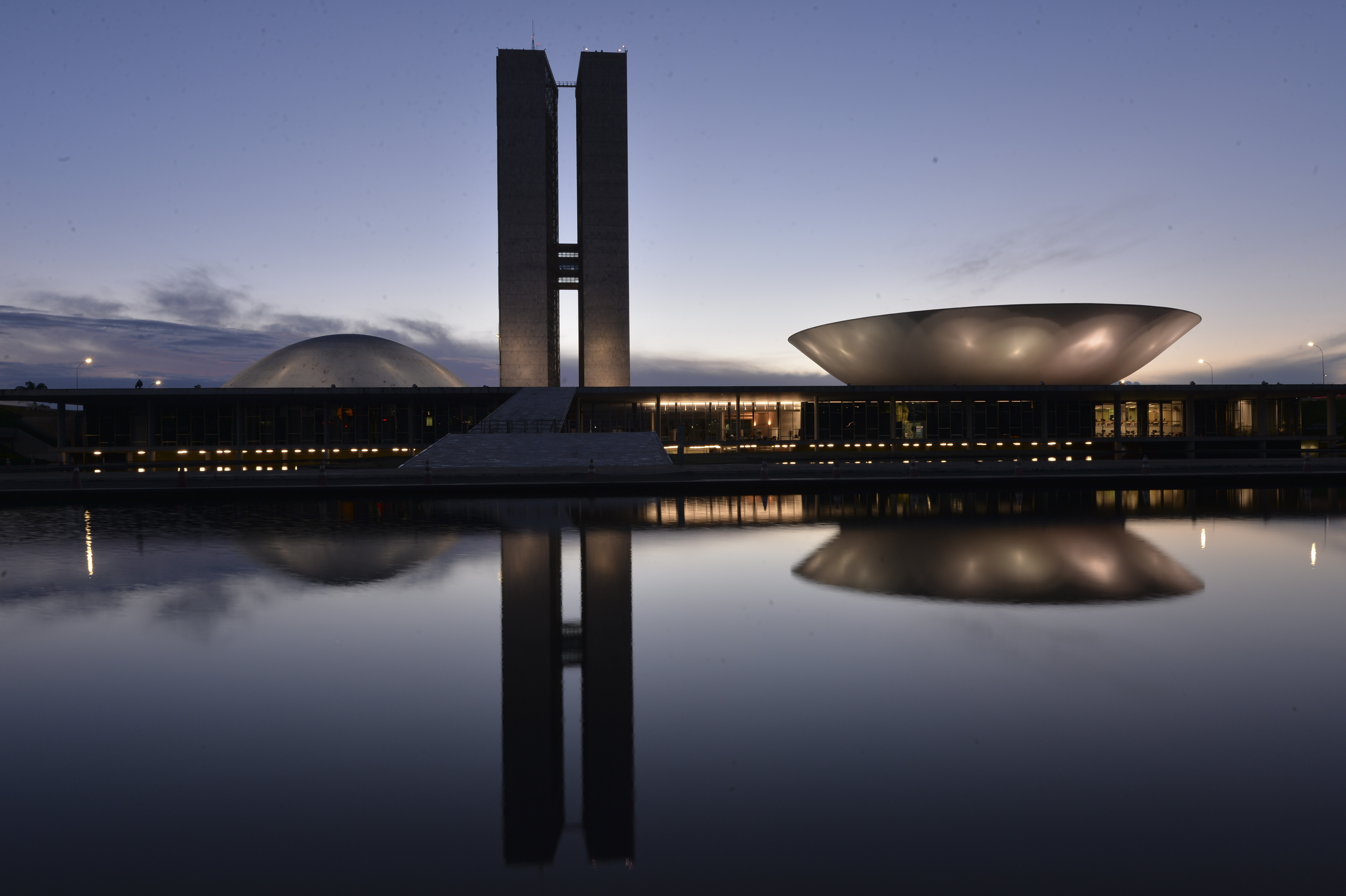
Palau Nereu Ramos, seu del Congrés Nacional del Brasil

En els segles posteriors, els arquitectes brasilers es van veure cada vegada més influenciats per escoles d'altres països com França i els Estats Units, i finalment van desenvolupar un estil propi que s'ha fet conegut arreu del món. Arquitectes com Oscar Niemeyer han rebut molts elogis, sent la capital, Brasília, l'exemple més notable de l'arquitectura brasilera moderna. Niemeyer va rebre el Premi Pritzker d'Arquitectura el 1988, i el 2006 el premi va ser atorgat a Paulo Mendes da Rocha.
En les últimes dècades, l'arquitectura paisatgística brasilera també ha cridat certa atenció, especialment en la persona de Roberto Burle Marx. Algunes d'aquestes obres notables són el passeig de Copacabana a Rio de Janeiro i el Parc d'Ibirapuera a São Paulo.

### Fotografia
Històricament, es considera que l'emperador Pere II fou el primer fotògraf brasiler, quan va adquirir una càmera de daguerreotip el març de 1840. Inclús va instal·lar un estudi fotogràfic a palau. La primera figura de la fotografia nacional fou Insley Pacheco, fotògraf de la cort dels Braganza.

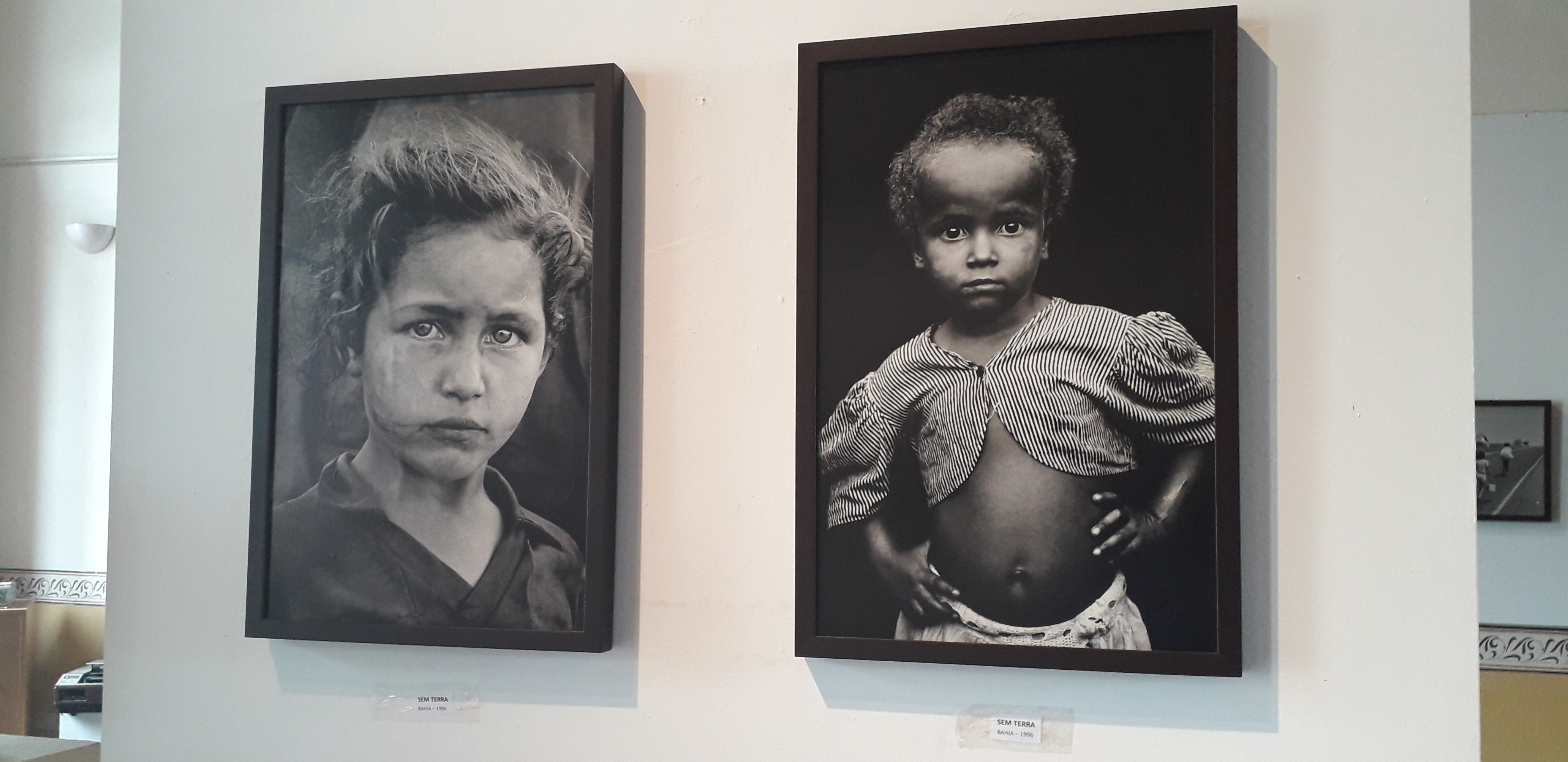
Mostra de Sebastião Salgado.

Chichico Alkmim va ser un pioner de la fotografia a les zones rurals de Minas Gerais a principis del segle xx. Hildegard Rosenthal exercí com a fotoperiodista a São Paulo, amb una producció fotogràfica que s'ha difós públicament arreu. Sebastião Salgado és un fotògraf en blanc i negre, conegut per Genesis i el documental sobre la seva vida, La sal de la terra. Vik Muniz fotografia el seu art fet amb materials no convencionals, com la mantega de cacauet i la gelatina. Cássio Vasconcellos, Miguel Rio Branco i Claudia Andujar estan associats al fotoperiodisme, dintre del camp de la fotografia aèria, la crítica social i l'antropologia, respectivament.

## Arts escèniques

### Cinema
El cinema del Brasil té una llarga tradició que es remunta al naixement del mitjà a finals del segle xix i ha guanyat un nivell de reconeixement internacional en els darrers anys.
Limite, escrita i dirigida per Mário Peixoto, va ser una pel·lícula muda d'avantguarda projectada per primera vegada el 1931. El moviment dels anys 60 i 70 Cinema Novo, encarnat per pel·lícules com Vidas secas (Nelson Pereira dos Santos), Deus e o Diabo na Terra do Sol o O Dragão da Maldade contra o Santo Guerreiro (Glauber Rocha), emfatitzava la igualtat social i l'intel·lectualisme. O Pagador de Promessas (1962), dirigida per Anselmo Duarte, va guanyar la Palma d'Or al Festival de Cannes, l'única pel·lícula brasilera fins ara en guanyar aquest premi.
Cidade de Deus de Fernando Meirelles (2002), és la pel·lícula brasilera més valorada a la llista d'IMDb Top 250 i va ser seleccionada per la revista Time com una de les 100 millors pel·lícules de tots els temps el 2005. La pel·lícula documental Bus 174 (2002), de José Padilha, sobre el segrest d'un autobús, és la pel·lícula estrangera més valorada a Rotten Tomatoes. També en la temàtica sobre la violència policial, trobem Carandiru (Héctor Babenco, 2003) o Tropa d'elit (José Padilha, 2007). La pel·lícula més taquillera del cinema brasiler, amb 12 milions d'espectadors als cinemes, és Dona Flor i els seus dos marits (1976), dirigida per Bruno Barreto i basada en la novel·la homònima de Jorge Amado. Entre els aclamats cineastes brasilers hi ha Glauber Rocha, Fernando Meirelles, José Padilha, Anselmo Duarte, Walter Salles, Eduardo Coutinho i Alberto Cavalcanti.
Altres gèneres han tingut un gran èxit en taquilla, com ara el cinema infantil. Entre els anys setanta i vuitanta, el grup còmic Os Trapalhões va acumular una dotzena de pel·lícules entre les més vistes de la història del país, mentre que l'actriu i cantant Xuxa Meneghel va seguir la seva estela entre finals dels vuitanta i començaments dels 2000. Les comèdies han ocupat els primers llocs de la taquilla en el que portem de segle xxi, amb sagues com Os Normais, A Grande Família, Minha Mãe é uma Peça o De Pernas pro Ar.

### Teatre

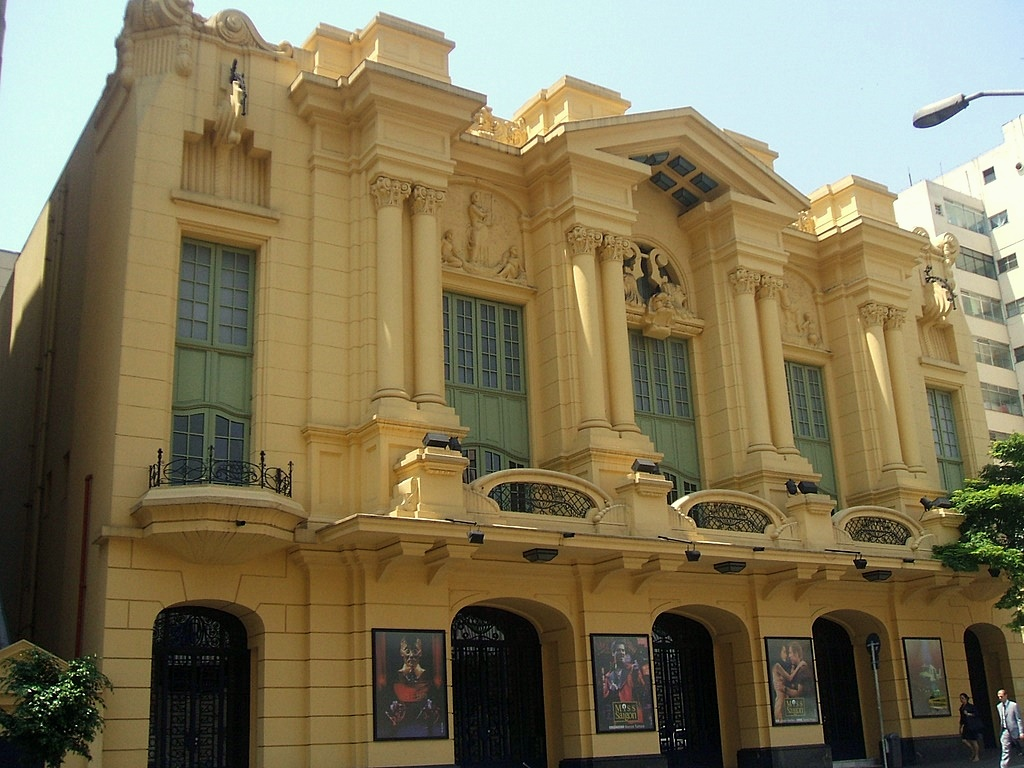
Teatre Abril, a São Paulo.

El teatre va ser introduït pels jesuïtes durant la colonització, especialment pel pare José de Anchieta, però no va atreure gaire interès fins al trasllat de la cort portuguesa al Brasil el 1808. Al llarg del segle xviii, el teatre va evolucionar al costat de les tradicions literàries brillants amb noms com Martins Pena i Gonçalves Dias. Pena va introduir la comèdia costumista, que es convertiria en un tret diferencial del teatre brasiler durant les dècades següents.
El teatre no va ser tingut en compte en la Setmana d'Art Modern de São Paulo de 1922, que va marcar l'inici del Modernisme brasiler. En canvi, a la dècada següent, Oswald de Andrade va escriure O Rei da Vela, que esdevindria el manifest del moviment tropicalista dels anys seixanta, una època en què molts dramaturgs utilitzaven el teatre com a mitjà per oposar-se al govern militar brasiler, com Gianfrancesco Guarnieri, Augusto Boal, Dias Gomes, Oduvaldo Vianna Filho i Plínio Marcos. Amb el retorn de la democràcia i la fi de la censura als anys 80, el teatre tornaria a créixer en temes i estils. Entre els autors teatrals contemporanis hi trobem Gerald Thomas, Ulysses Cruz, Aderbal Freire-Filho, Eduardo Tolentinho de Araújo, Cacá Rosset, Gabriel Villela, Márcio Vianna, Moacyr Góes i Antônio Araújo.

### Sèries de TV
Les telenovel·les són una característica destacada de la televisió brasilera. Normalment s'emeten en hora de màxima audiència a la majoria de les principals cadenes de televisió. Les telenovel·les són similars en concepte a fulletons als països de parla anglesa, però difereixen d'elles pel que fa a la durada. Les telenovel·les són significativament més llargues (normalment entre 100 i 200 episodis). Són àmpliament seguides a tot el país, fins al punt que s'han descrit com un element significatiu en la identitat i la unitat nacionals, i s'han exportat a més de 120 països.
La primera fou emesa el 1951 (Sua Vida Me Pertence). Des de llavors, les novelas han catapultat la carrera d'actors i també de cantants, car l'èxit de les sèries arrosega també les seves bandes sonores. Entre les telenovel·les de major èxit al país, trobem (any d'estrena entre parèntesis): Redenção (1966), Roque Santeiro (1975), Escrava Isaura (1976), O profeta (1977), Dancin' Days (1978), Tieta (1989), Malhação (1995), O Rei do Gado (1996), Chiquititas (1997), O Clone (2001), A Cor do Pecado (2004), Avenida Brasil (2012), Amor de Mãe (2019).

### Intèrprets
Entre els intèrprets més coneguts de la història del Brasil, tant en cinema, com en TV i teatre, es troben: Alice Braga, Caio Blat, Camila Pitanga, Fernanda Machado, Fernanda Montenegro, Fernanda Torres, Glória Pires, Juliana Paes, Lázaro Ramos, Lima Duarte, Marjorie Estiano, Matheus Nachtergaele, Milton Gonçalves, Nanda Costa, Nicette Bruno, Paulo Gustavo, Regina Casé, Rodrigo Santoro, Selton Mello, Sonia Braga, Taís Araújo, Tony Ramos o Wagner Moura.

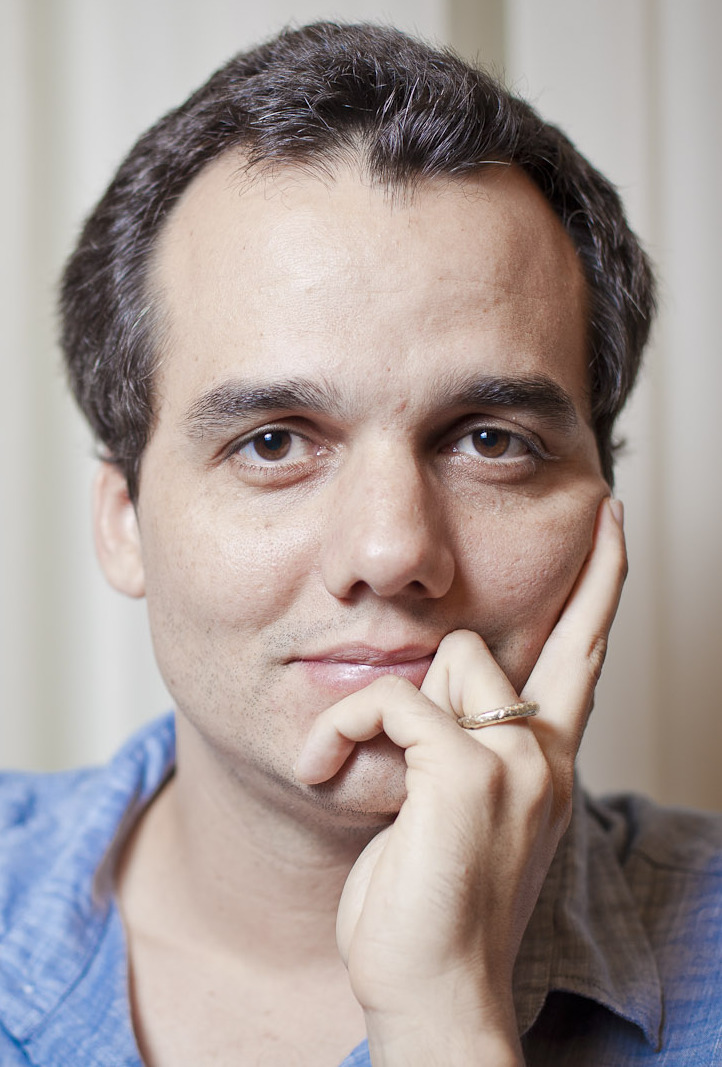
Wagner Moura
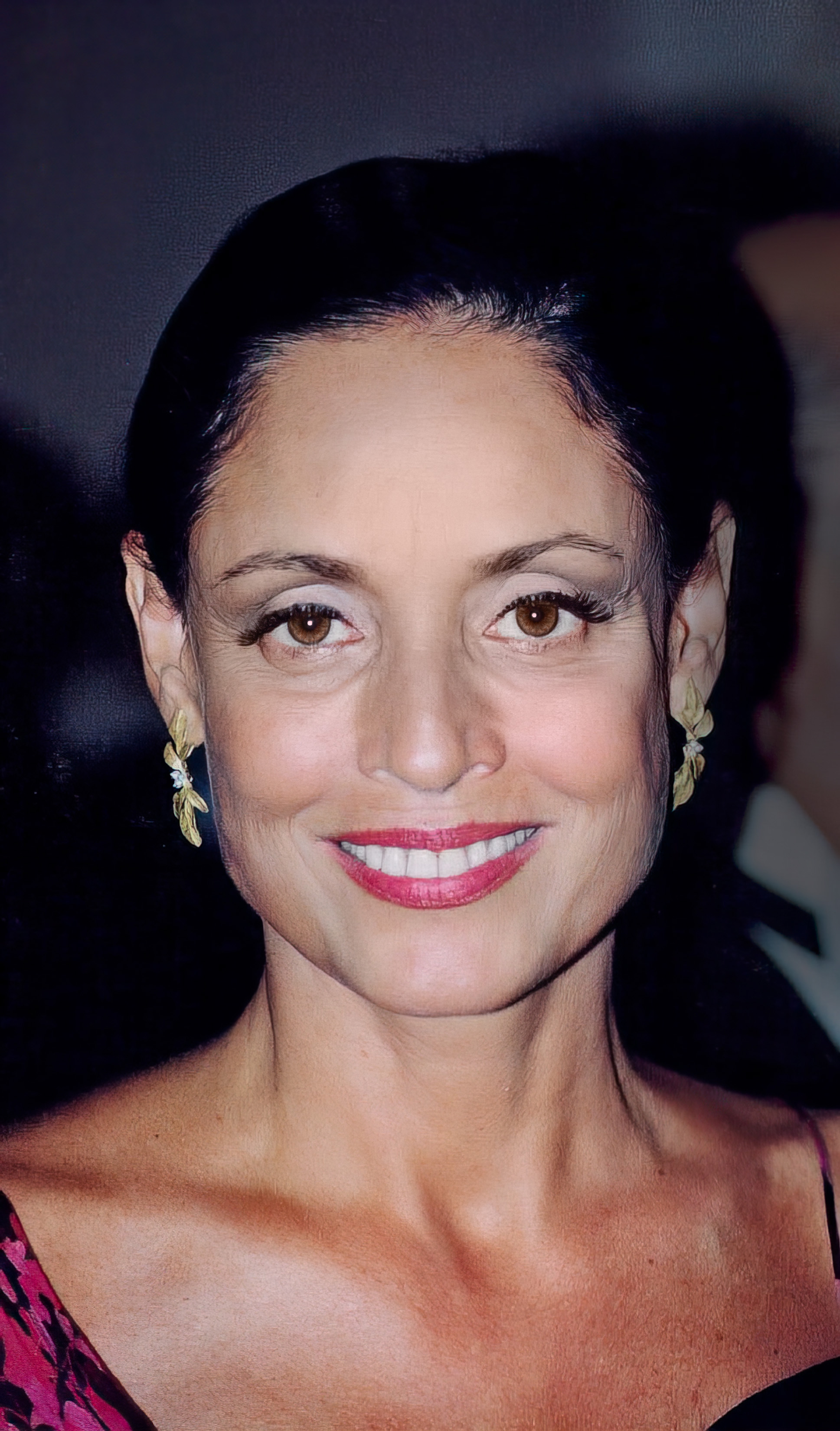
Sonia Braga
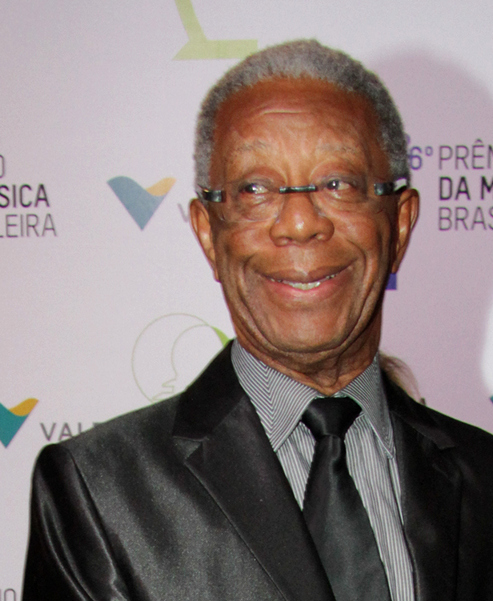
Milton Gonçalves
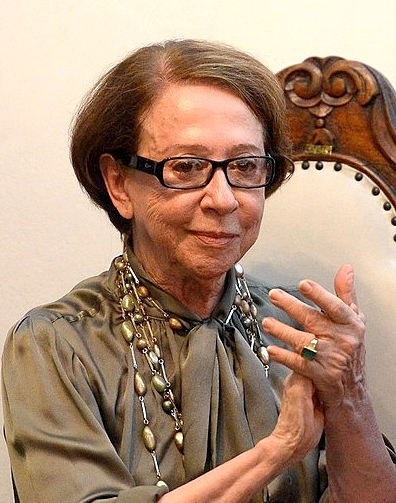
Fernanda Montenegro

## Música
La música del Brasil és una de les expressions més importants de la cultura brasilera. Es va formar, principalment, a partir de la fusió d'elements indígenes, europeus i africans, aquests darrers arribats a l'Amèrica portuguesa per colonitzadors portuguesos i negres esclavitzats de l'Àfrica Occidental Portuguesa i l'Oriental.
Fins al segle xix, Portugal va ser la principal via d'entrada de les influències que van donar forma a la música brasilera, tant clàssica com popular. Els europeus van introduir la major part de l'instrumental, el sistema harmònic, la literatura musical i una bona part dels gèneres musicals cultivats al país al llarg dels segles. La major aportació de l'element africà va ser la diversitat rítmica, a més d'alguns balls i instruments, que van tenir un important paper en el desenvolupament de la música popular i el folclore. Els indígenes van deixar una gran influència en la música brasilera, però que no va ser degudament posada en valor fins al segle xx. Un dels trets principals de la música brasilera ha sigut la capacitat per extreure ingredients de tots tres orígens per a crear estils autòctons nous.

### Xoro
| "Um a zero"                                                |
|                                                            |
| Xoro enregistrat per Pixinguinha i Benedito Lacerda (1946) |
|                                                            |

El choro o xoro es va originar al segle xix a través d'interpretacions de gèneres europeus com la polca i el xotis per artistes brasilers, que anteriorment ja havien estat influenciats per ritmes africans com el batuque. El choro és, doncs, el primer estil musical genuïnament brasiler. És un gènere majoritàriament instrumental que comparteix una sèrie de característiques amb la samba, la seva hereva. El xoro va guanyar popularitat a principis del segle xx (1880-1920) i va ser el gènere de molts dels primers discos brasilers durant el primer quart de segle.
Entre els músics de xoro notables d'aquella època es troben Chiquinha Gonzaga, Pixinguinha i Joaquim Callado. Carinhoso és el xoro més conegut al Brasil. Les gravacions de xoros van disminuir considerablement amb la popularització de la samba, però s'ha vist un renaixement en les últimes dècades i continua sent apreciada per un gran nombre de brasilers. Actualment hi ha una sèrie d'artistes de xoro reconeguts com Altamiro Carrilho, Yamandu Costa i Paulo Bellinati.

### Samba

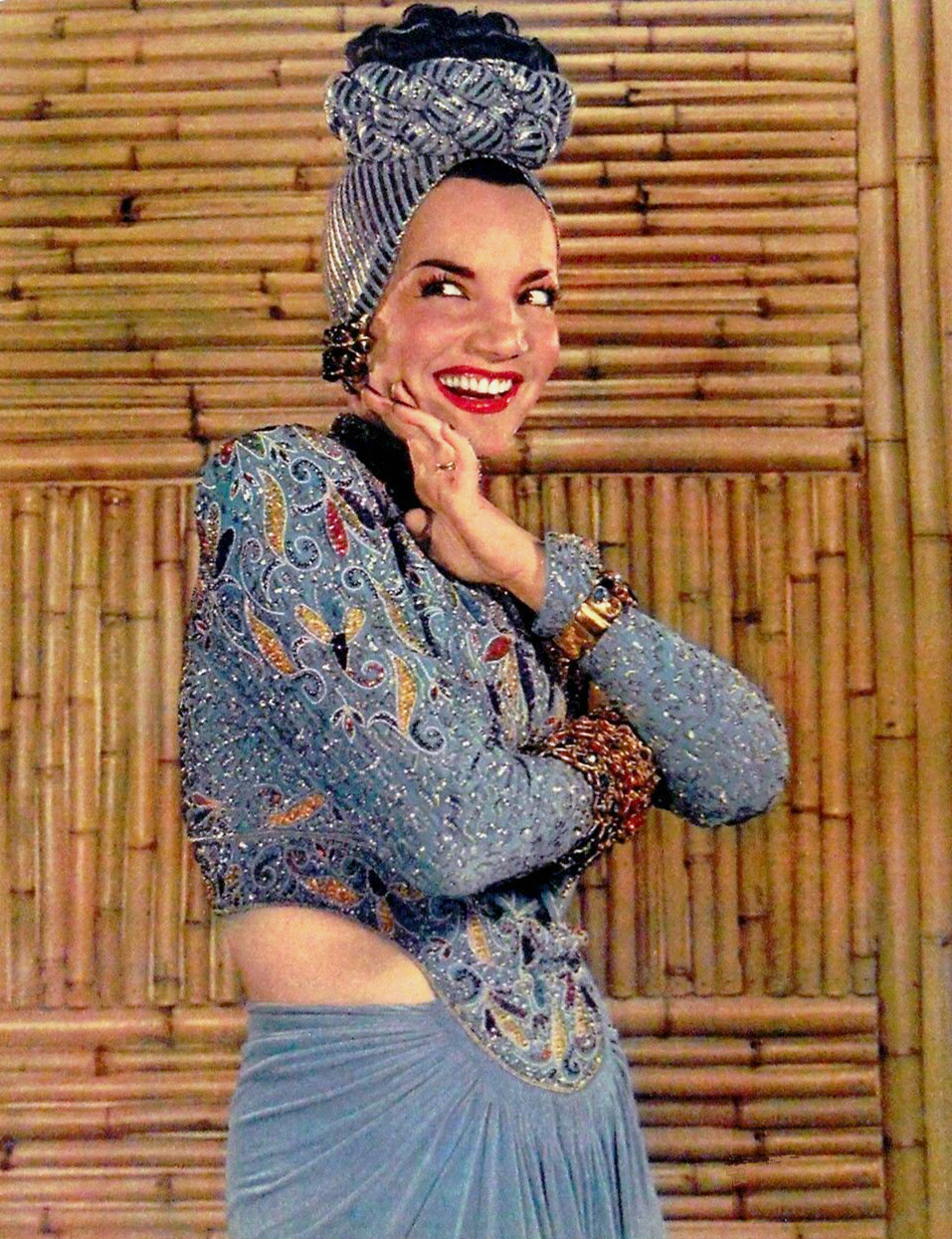
La cantant i actriu Carmen Miranda va popularitzar la samba a tot el món.

La samba és un dels gèneres musicals més populars del Brasil i és àmpliament considerat com l'estil musical nacional del país. Es va desenvolupar a partir de la barreja de música europea i l'africana, portada pels esclaus en el període colonial i originada a l'estat de Bahia. A principis del segle xx, va sorgir la samba moderna i es va popularitzar a Rio de Janeiro, gràcies a compositors com Noel Rosa, Cartola i Nelson Cavaquinho entre d'altres. El moviment més tard es va estendre i va guanyar notorietat en altres regions, especialment a Bahia i São Paulo. Entre els artistes contemporanis destaquen Martinho da Vila, Alcione, Zeca Pagodinho i Paulinho da Viola.
La samba fa ús d'un conjunt d'instruments diferenciats, entre els més destacats es troben la cuíca (un tambor de fricció que crea un so agut i grinyolant), el cavaquinho (un petit instrument de la família de les guitarres, antecessor dels ukuleles), i el pandeiro (una mena de pandereta). Altres instruments són els surdos, agogós, chocalhos i tamborins.
La samba té diversos subestils. Els més representatius són la samba cançó (Foi um rio que passou em minha vida, Samba da minha terra, Aquele abraço), que és la versió més comercial, pel que fa a temàtica i duració, i el samba-enredo (Aquarela brasileira, Contos de areia, Histórias Para Ninar Gente Grande), la peça principal de les desfilades d'escoles de samba al Carnaval. Amb el pas de les dècades, la samba ha funcionat també com un ingredient bàsic en l'adaptació d'estils forans, com el reggae, el rock o el hip-hop, al mercat brasiler.

### Bossa nova

Antônio Carlos Jobim

La bossa nova és un estil de música brasilera que es va originar a mitjans dels anys cinquanta i que va fer-se especialment popular entre les classes benestants. Té les seves arrels en la samba, però presenta menys percussió, utilitzant en canvi un patró de guitarra distintiu i percussiu, gràcies a l'aportació rebuda del jazz californià. La bossa nova va guanyar popularitat al Brasil el 1958, amb la cançó Chega de Saudade, escrita per Antônio Carlos Jobim i Vinícius de Moraes. Juntament amb João Gilberto, Jobim i Moraes es convertirien en la força impulsora del gènere, que va donar a llums èxits com Desafinado, Eu sei que vou te amar o Manhã de Carnaval.
La bossa va guanyar popularitat mundial amb la cançó Garota de Ipanema, interpretada per Gilberto, la seva dona Astrud i Stan Getz a l'àlbum Getz/Gilberto. Als Estats Units també va fer fortuna Sérgio Mendes, amb la seva adaptació del hit Mas que nada. El declivi de la bossa nova al Brasil va arribar tan sols una dècada després de la seva creació, arran de l'adveniment de l'MPB.

### Música Popular Brasilera

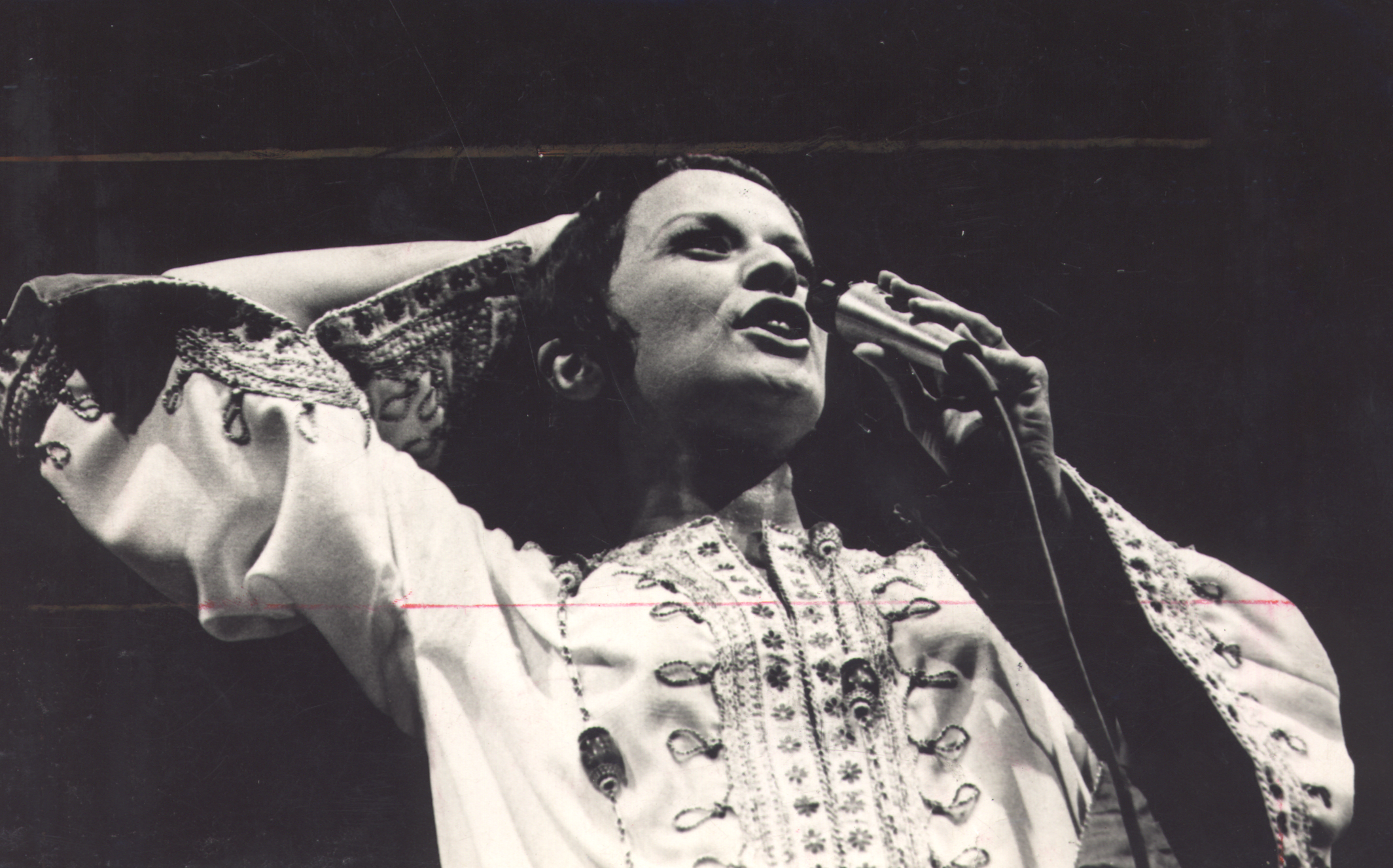
Elis Regina (1945-1982) va ser la primera estrella pop del Brasil

L'MPB (acrònim de Música popular brasileira) va ser significar l'entrada dels moviments pop al país. La joventut, davant del cop d'estat de 1964, va rebelar-se a la tibiesa de la bossa i creà una nova forma de manifestar-se, pròpia i versàtil. L'MPB segueix molt present avui en dia, com un fil conductor que ha lligat l'univers musical del país durant més de mig segle. De les seves múltiples ramificacions, en destaquen:
- Pop: Elis Regina, Maria Bethânia, Anavitória.
- Rock: Legião Urbana, Cazuza, Cássia Eller.
- Funky: Tim Maia, Ed Motta, Sandra de Sá.
- Soul: Milton Nascimento, Djavan, Belchior.
- Cançó protesta: Chico Buarque, Geraldo Vandré, Raul Seixas.
- Samba: Toquinho, Elza Soares, Gonzaguinha.
- Hip-hop: Emicida, Gabriel "O Pensador", Criolo.

#### Tropicalismo
A finals dels 60, alguns artistes d'MPB van fundar el moviment Tropicália o Tropicalisme, de curta durada però molt influent, que va cridar l'atenció internacional. Entre ells hi havia Caetano Veloso, Gilberto Gil, Gal Costa, Jorge Mautner, Tom Zé, Nara Leão, Ney Matogrosso i Os Mutantes. Tot i que el moviment estava arrelat a la música, també va trobar expressió en el cinema, el teatre, la poesia i la política. Molts dels artistes tropicalistes van haver d'enfrontar-se a la censura, la presó o l'exili.

#### Jovem Guarda
En paral·lel a l'aparició de la Tropicália, l'establishment brasiler va originar un altre moviment inspirat en la cultura anglosaxona. La Jovem Guarda va ser encapçalada per Roberto Carlos, Erasmo Carlos i Wanderléa i tenia un ampli suport dels mitjans de comunicació. Històricament, se'ls ha menystingut per fugir de les arrels brasileres i per no pronunciar-se contra la repressió exercida pel govern militar.

### Sertanejo

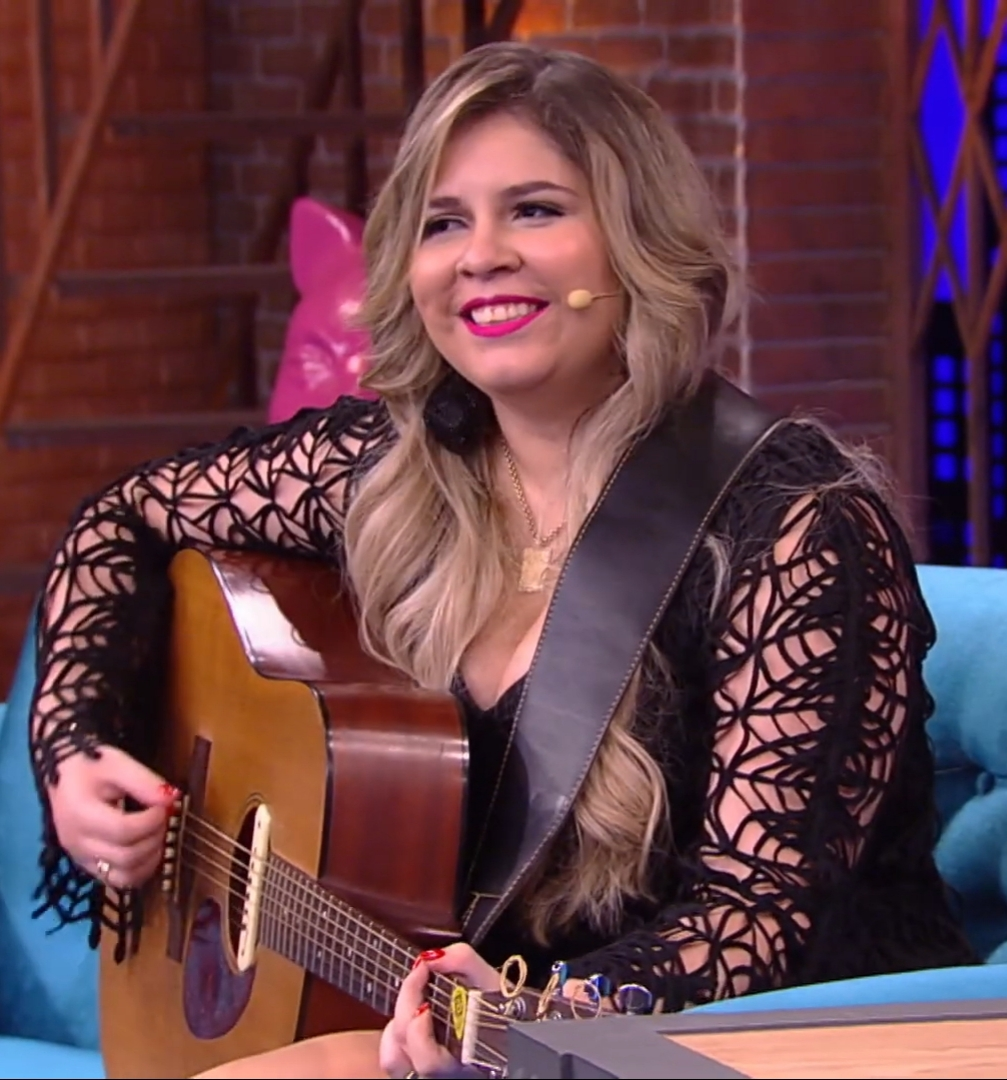
Marília Mendonça

El sertanejo és el gènere més popular als mitjans de comunicació brasilers des de la dècada del 1990. Va evolucionar a partir de la música caipira al llarg del segle xx, un estil de música que es va originar al camp brasiler i que emprava la guitarra (viola) caipira. Té certes semblances amb la música country nord-americana i amb la música Pimba de Portugal. A partir de la dècada de 1980, el Brasil va veure una massificació intensa del gènere sertanejo als mitjans de comunicació convencionals i un interès creixent per part de la indústria discogràfica. Com a resultat, el sertanejo és avui el gènere musical més popular al Brasil pel que fa a la ràdio. Els instruments comuns en el sertanejo contemporani són la guitarra acústica, que sovint substitueix la viola, l'acordió i l'harmònica, així com la guitarra elèctrica, el baix elèctric i la bateria. Els artistes tradicionals son Chitãozinho & Xororó, Zezé Di Camargo & Luciano i Leandro & Leonardo. Artistes més nous com Michel Teló, Luan Santana, Gusttavo Lima també s'han fet molt populars darrerament entre el públic més jove.
Si tradicionalment ha sigut un gènere considerat masclista, en els últims anys les dones s'han obert un camí dintre del gènere i la indústria musical, amb una gran presència en el mercat, dintre d'un subestil anomenat Feminejo. Els noms més coneguts són Paula Fernandes, Maiara & Maraisa i la malograda Marília Mendonça.

### Funk carioca

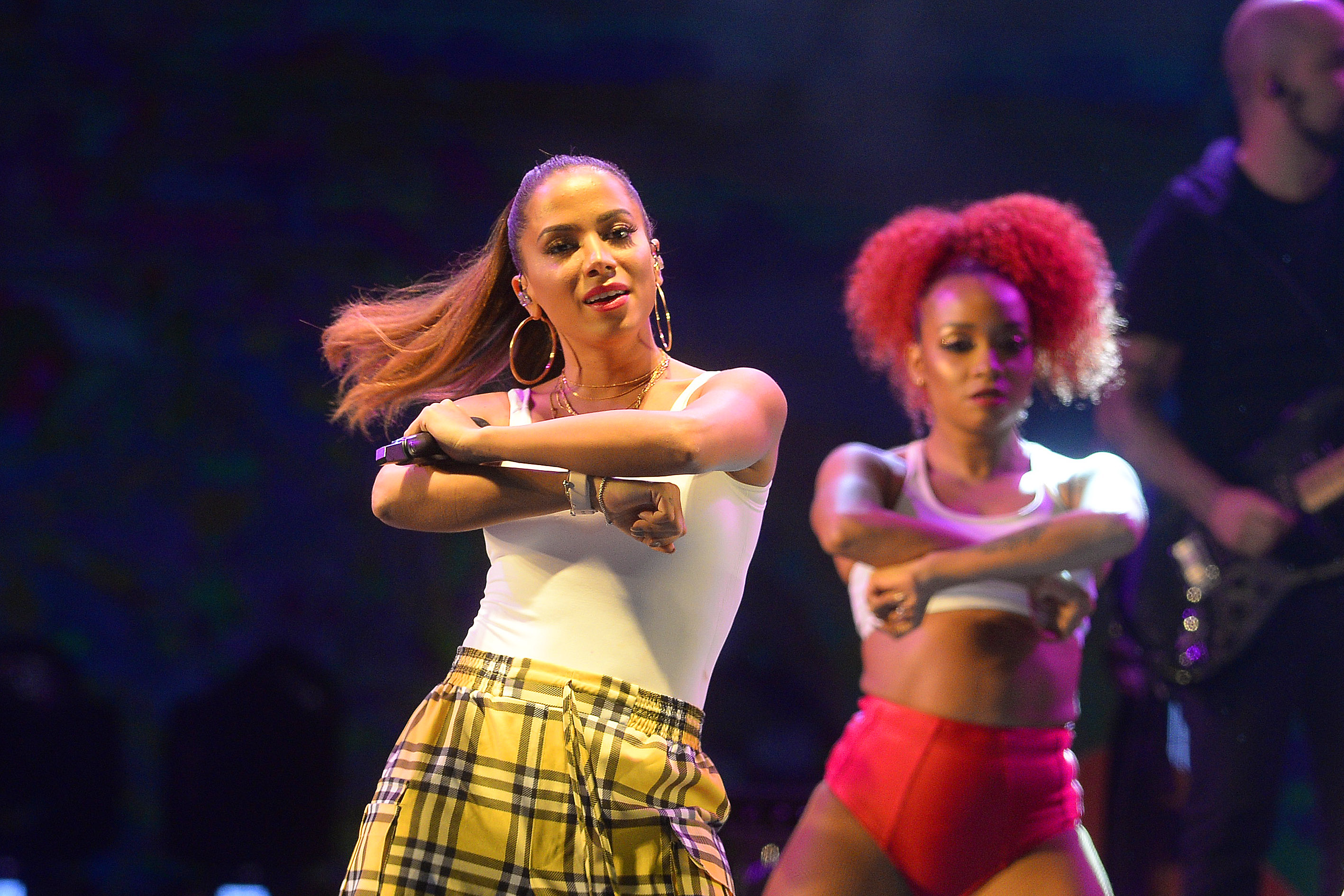
Anitta.

El funk carioca és un ritme nascut a les faveles de Rio a finals dels 70, però no va ser fins als noranta que no va fer el salt a nivell nacional, amb aparicions constants a ràdio i TV. Sovint tracta temàtiques com la delinqüència, les drogues i el sexe, sent comparat per aquest motiu amb el reggaeton hispanoamericà. Les estrelles del segle passat van ser DJ Marlboro i Claudinho & Buchecha, mentre que, en l'actualitat, les més reputades són les cantants Anitta i Ludmilla.

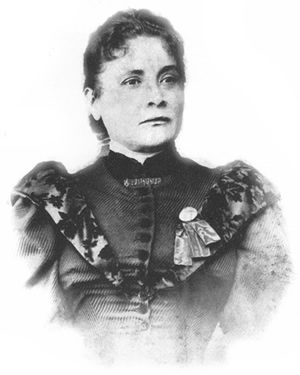
Chiquinha Gonzaga, creadora de las Marchinhas.

### Marchinhas i frevo
Els dos estils clàssics associats al Carnaval brasiler són les Marchinhas i el Frevo. Les primeres van sorgir a partir del 1899, amb la composició d'Ó Abre Alas de la mà de Chiquinha Gonzaga. Si el xoro va ser el primer estil nascut al Brasil, la marchinha és el primer gènere creat pel poble, que necessitava un ritme propi per ballar i cantar amb les comparses o cordões durant les festes carnavalesques. El seu ritme es basa en les marxes militars, amb lletres alegres, pícares i fàcils de memoritzar. Altres intèrprets recordats del gènere foren Braguinha, Zé da Zilda o Alberto Ribeiro.
El frevo es va originar a Pernambuco, durant el Carnaval, període al qual s'associa més sovint. El seu ritme és extremadament ràpid i és seguit per ballarins que executen les coreografies del passo, en un esdeveniment efervescent (d'aquí li ve el nom) i molt colorit. El ball del frevo està notablement influenciat per la capoeira i són una tradició clau del Carnaval de Pernambuco, a Recife i Olinda. Com la capoeira, va néixer com un encobriment de les arts marcials, pràctica que els esclaus tenien prohibida; el petit para-sol que duen els ballarins de frevo feia d'arma. Va ser declarat Patrimoni inmaterial de la humanitat el 2012.

### Forró i baião

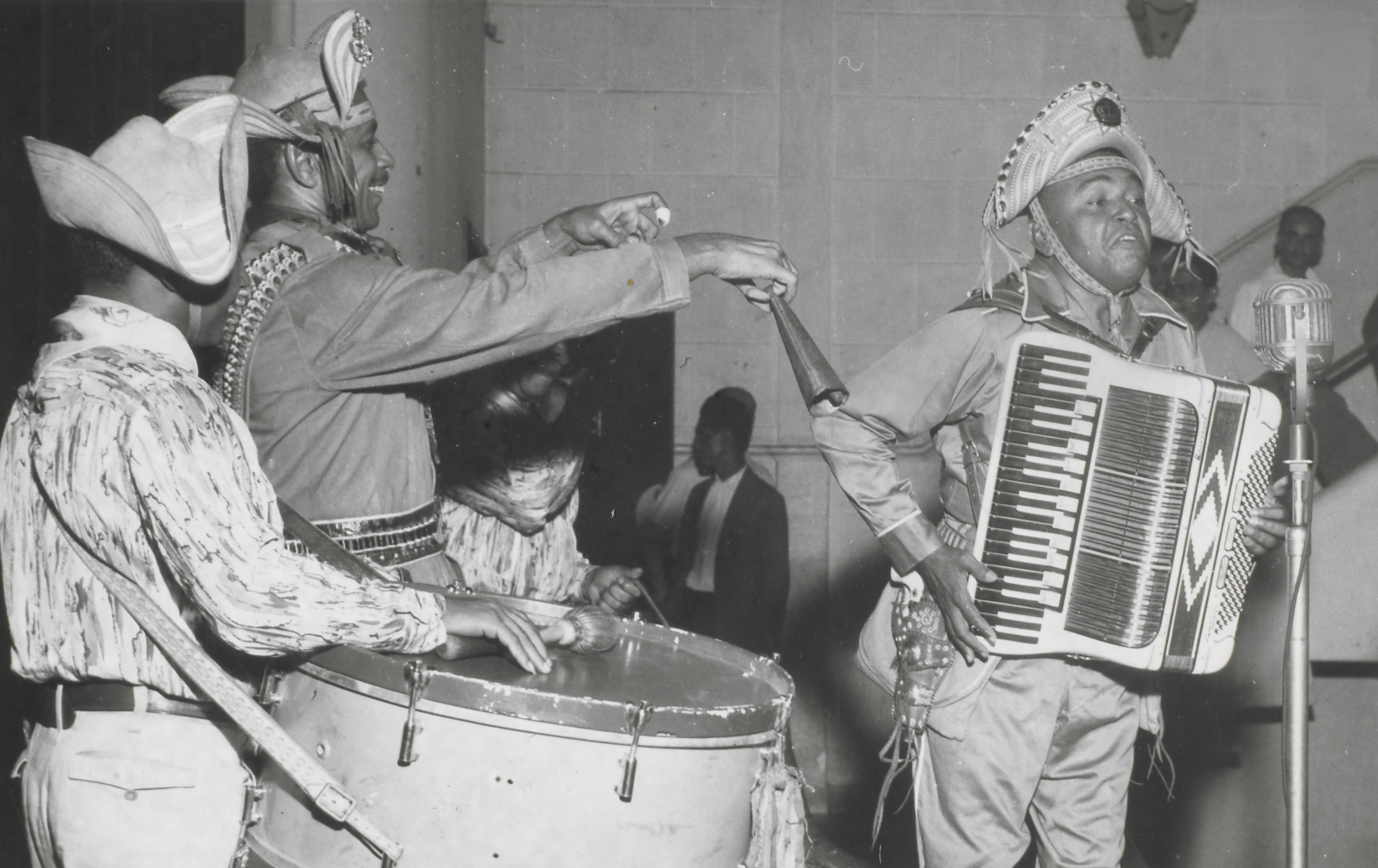
Luiz Gonzaga amb el seu acordió.

El forró i el baião, així com el xote o el coco, van aparèixer d'una barreja de gèneres populars europeus, com el xotis, amb els ritmes autòctons. El baião va ser un gènere molt popular a mitjans de segle, tenint entre les seves estrelles a Luiz Gonzaga ("el rei del baião"), Humberto Teixeira o Sivuca.
Per la seva part, el forró continua sent un estil musical molt popular, sobretot a la regió del Nord-est, i es balla en forrobodós (festes i balls) arreu del país. Ha seguit un camí similar al de la música sertaneja, superant els seus horitzons regionals gràcies a la barreja amb elements pop i temàtiques més lleugeres. La formació tradicional de triangle, acordió i zambumba (un tambor amb sonoritat greu) ha incorporat també guitarres i teclats.

### Música clàssica

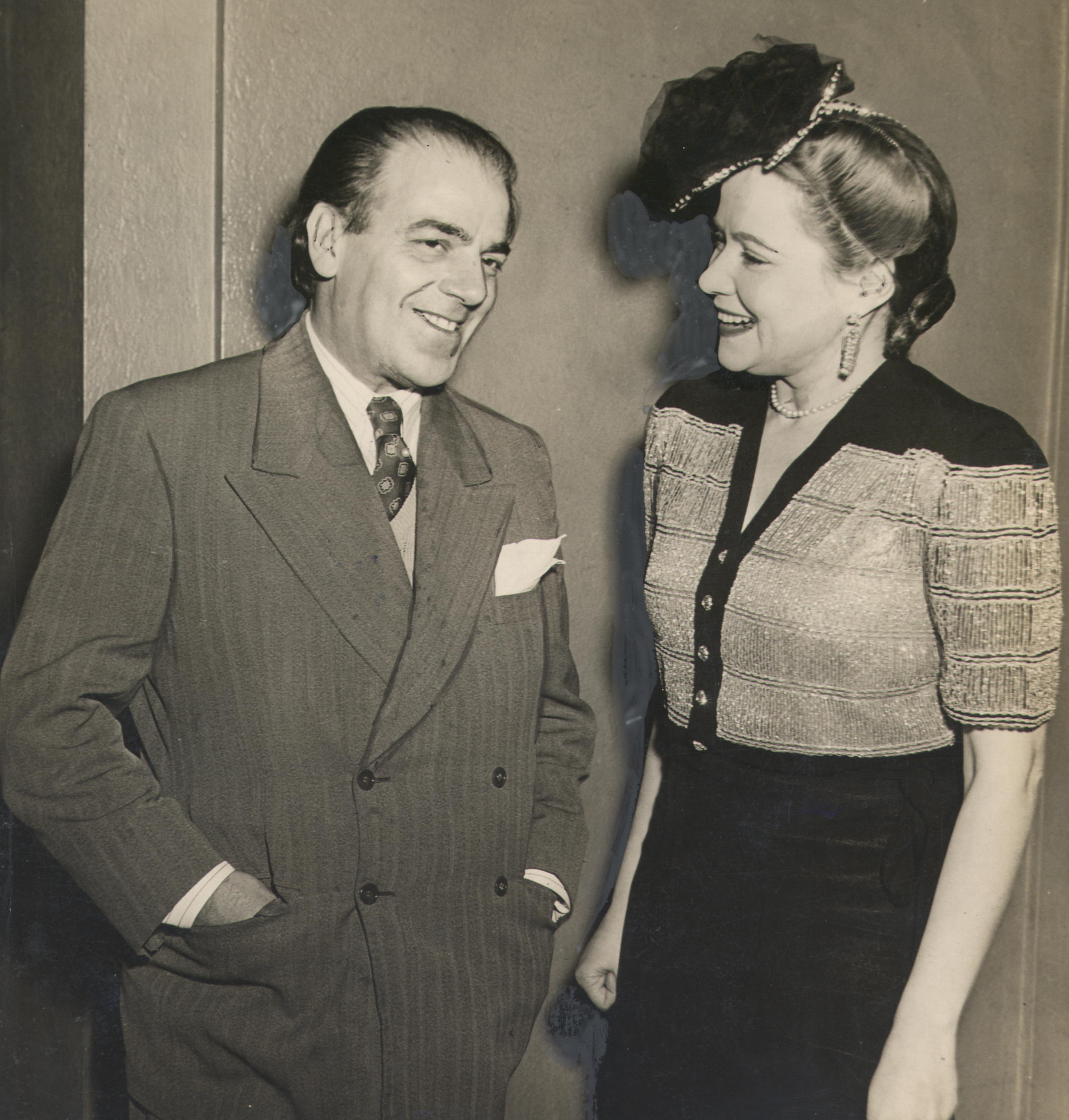
El compositor modernista Heitor Villa-Lobos amb la soprano Bidu Sayão el 1945.

Brasil també té una tradició en la música clàssica, ja des del segle xviii. El compositor més antic amb l'obra plenament documentada és José Maurício Nunes Garcia, un sacerdot catòlic que va escriure nombroses peces, tant sacres com profanes, amb un estil semblant al clàssic vienès de Mozart i Haydn. Al segle xix, el compositor Antônio Carlos Gomes va escriure diverses òperes de temàtica indígena brasilera, amb llibrets en italià, algunes de les quals es van estrenar a Milà; dues de les obres són les òperes Il Guarany i Lo Schiavo.
Al segle xx, el Brasil va tenir un fort moviment modernista i nacionalista, amb obres de compositors de renom internacional com Heitor Villa-Lobos, Camargo Guarnieri, César Guerra-Peixe i Cláudio Santoro, i més recentment Marlos Nobre i Osvaldo Lacerda. Molts intèrprets famosos també són del Brasil, com la cantant d'òpera Bidu Sayão, el pianista Nelson Freire i l'antic pianista i ara director d'orquestra João Carlos Martins.
La ciutat de São Paulo acull la Sala São Paulo, seu de l'Orquestra Simfònica Estatal de São Paulo (OSESP), una de les sales de concerts més destacades del món. També la ciutat de Campos do Jordão acull anualment al juny el Festival d'Hivern Clàssic, amb actuacions de molts instrumentistes i cantants de tot el món. L'Orquestra Simfònica Brasilera, amb seu a Rio, és de les més representatives del país.

### Altres gèneres

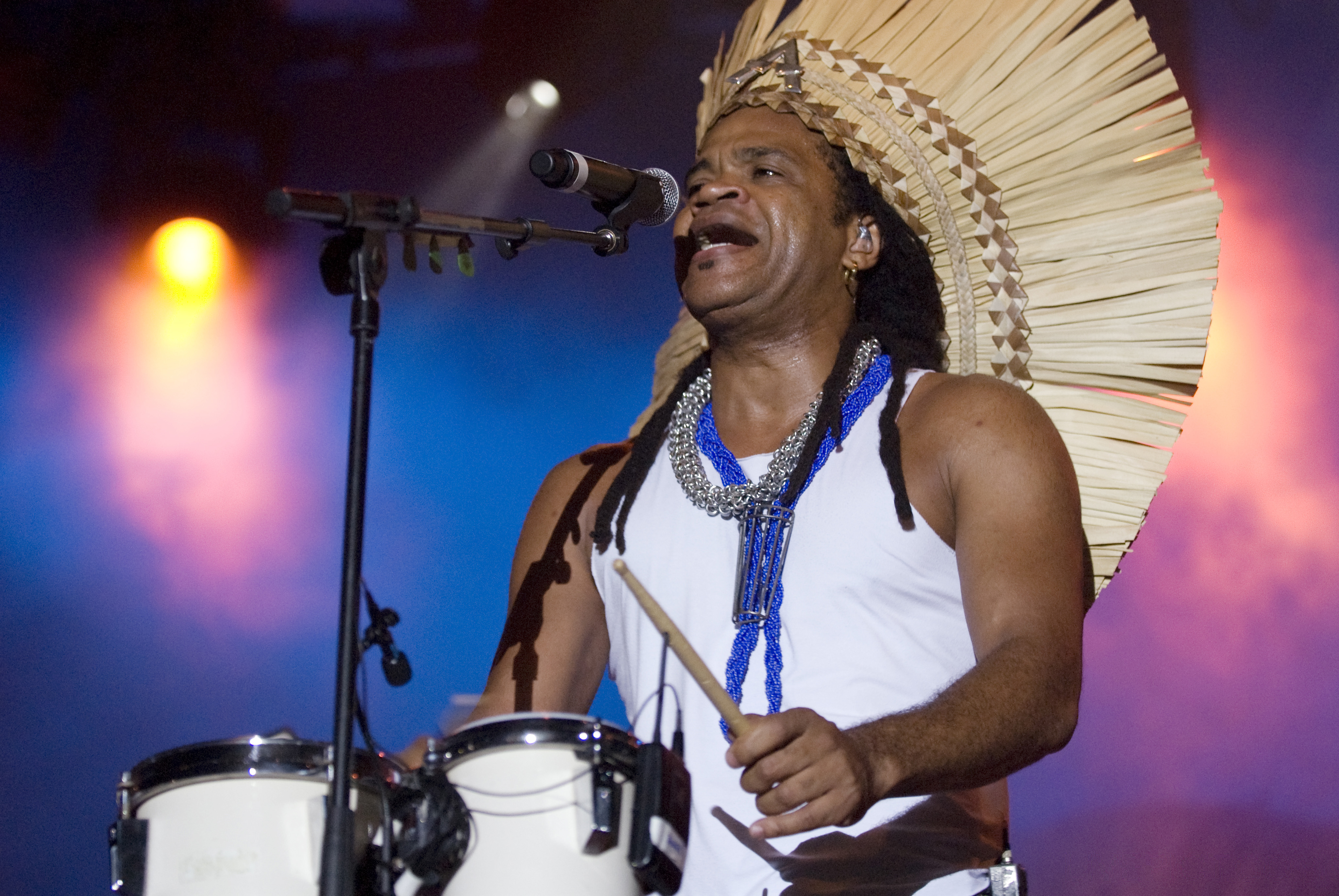
Carlinhos Brown ha estat un dels grans precursors de laxé music.

Molts altres gèneres s'han originat al Brasil, especialment en els últims anys. Alguns dels més destacats són:
- El moviment Mangue beat, fundat a Recife pel difunt Chico Science i la seva banda, Nação Zumbi. La música fusiona elements de maracatu, frevo, funk rock i hip hop.[211]
- El maracatu és un altre gènere originat a l'estat de Pernambuco. Va evolucionar a partir de tradicions transmeses per generacions d'esclaus africans i compta amb grans grups de percussió i cors.[212]
- L'axé és un gènere molt popular, sobretot a l'estat de Bahia. És una fusió de ritmes afrocaribenys i està fortament associat al Carnaval de Salvador.[213]
- Brega, que significa 'passat de moda', és un estil de música de l'estat de Pará difícil de definir, generalment caracteritzat per estar influenciat pels ritmes caribenys i que conté rimes senzilles, arranjaments i un fort caràcter sentimental. Ha generat subgèneres com el tecno brega, que ha despertat l'interès mundial per aconseguir una gran popularitat sense un suport important de la indústria discogràfica.[214]

### Dança

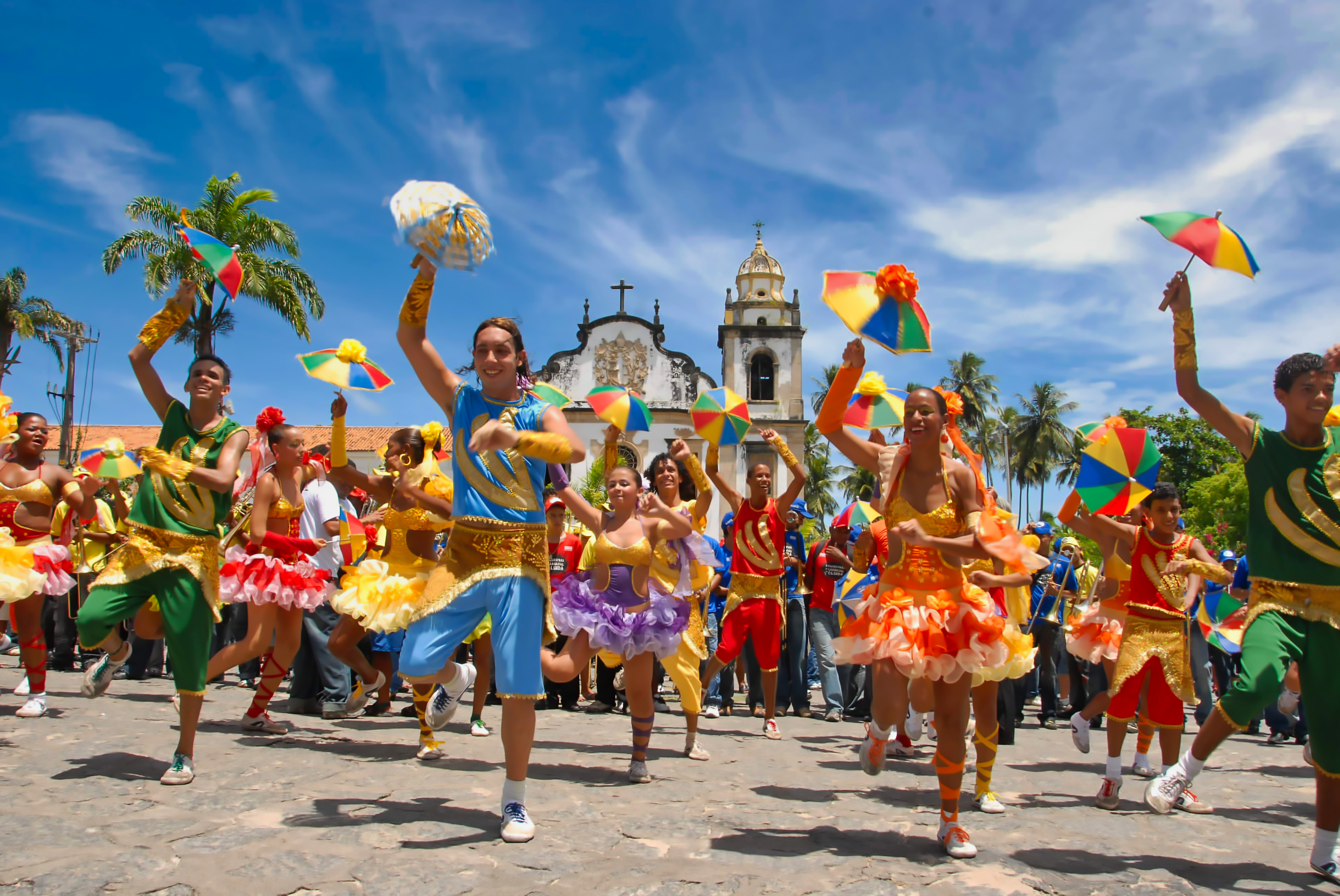
Ballarins de frevo a Olinda, Pernambuco

Existeixen diferents gèneres de dança al Brasil com el Zouk brasiler, Carimbó, Frevo, Lambada, Lundu, Maculelê, Maxixe, Samba - amb el subgènere de Samba de Gafieira -, Suscia, Xaxado i el Forró.

## Cultura popular

### Carnaval

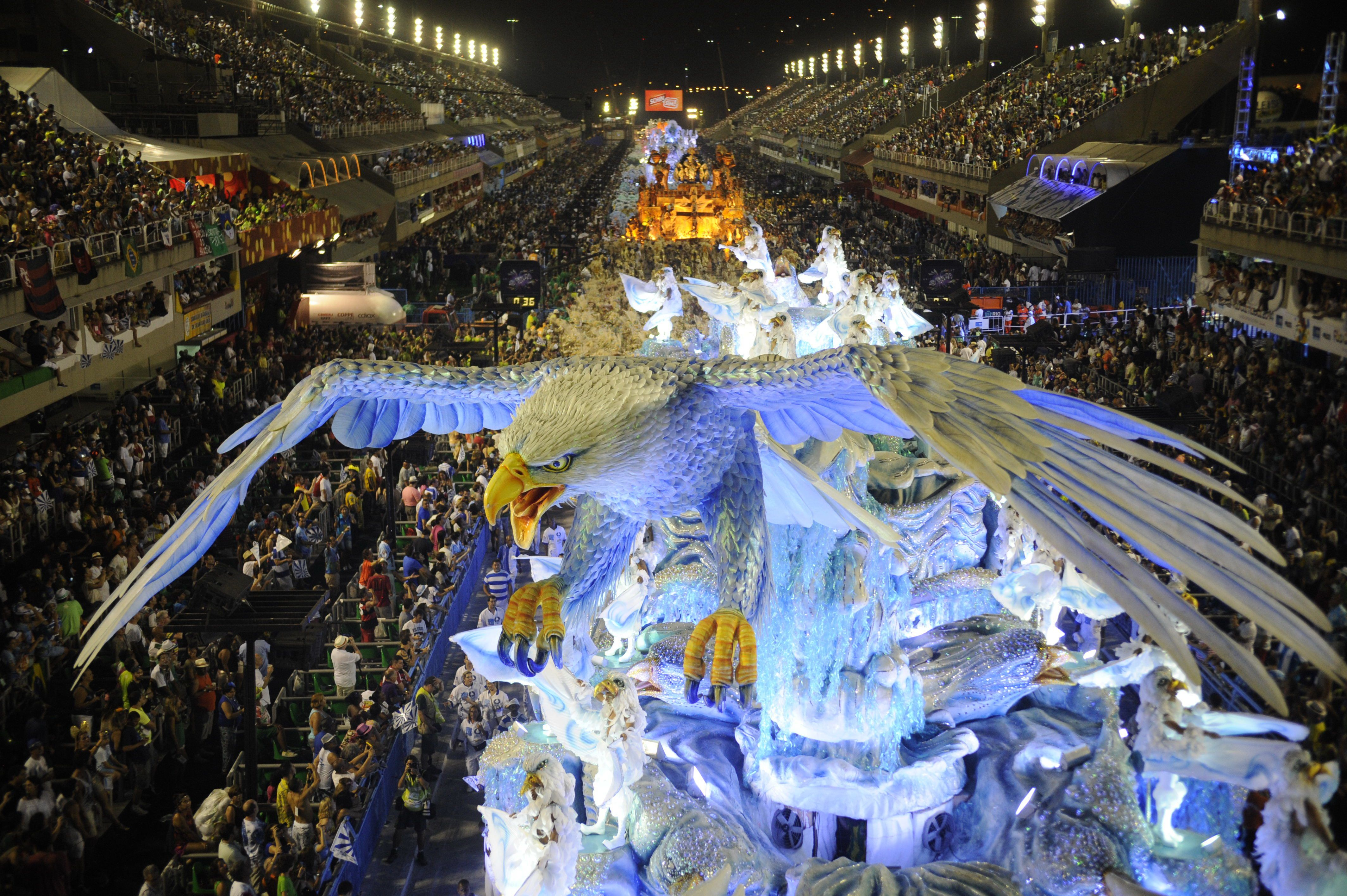
El concurs d'escoles de samba del Carnaval de Rio se celebra al Sambòdrom Marquès de Sapucaí

El Carnaval brasiler és un festival anual que se celebra quaranta-sis dies abans de Pasqua. Es creu que les celebracions del carnaval tenen arrels a la festa pagana de les Saturnals, que, adaptada al cristianisme, es va convertir en un comiat als comportaments immorals previ a una època de constricció religiosa per practicar el penediment i preparar-se per a la Mort i la Resurrecció de Crist.
El Carnaval és la festa més famosa del Brasil i s'ha convertit en un esdeveniment d'enormes proporcions. Durant gairebé una setmana les festes són intenses, de dia i de nit, en les principals ciutats del país: Rio de Janeiro, São Paulo, Brasília, Recife, Salvador, Florianópolis, Manaus, Belém o Porto Alegre.
Els gèneres musicals típics del carnaval brasiler són: samba-enredo i marchinha a Rio de Janeiro i la regió sud-est i el frevo, maracatu i axé a la regió nord-est, com els estats de Pernambuco i Bahia.

### Televisió
La televisió ha tingut un paper important en la formació de la cultura popular brasilera contemporània. Va ser introduït l'any 1950 per Assis Chateaubriand, amb la fundació de la TV Tupi, que seria seguida per Excelsior, Continental o Record. L'any 1965 es va crear la TV Globo i als anys vuitanta van fer-ho la SBT i Manchete.
Avui dia, la televisió segueix sent l'element més important dels mitjans de comunicació del país. Prova d'això són les altes audiències que tenen els noticiaris, les sèries de televisió (principalment, telenovel·les) i diversos programes d'entreteniment.

### Folklore

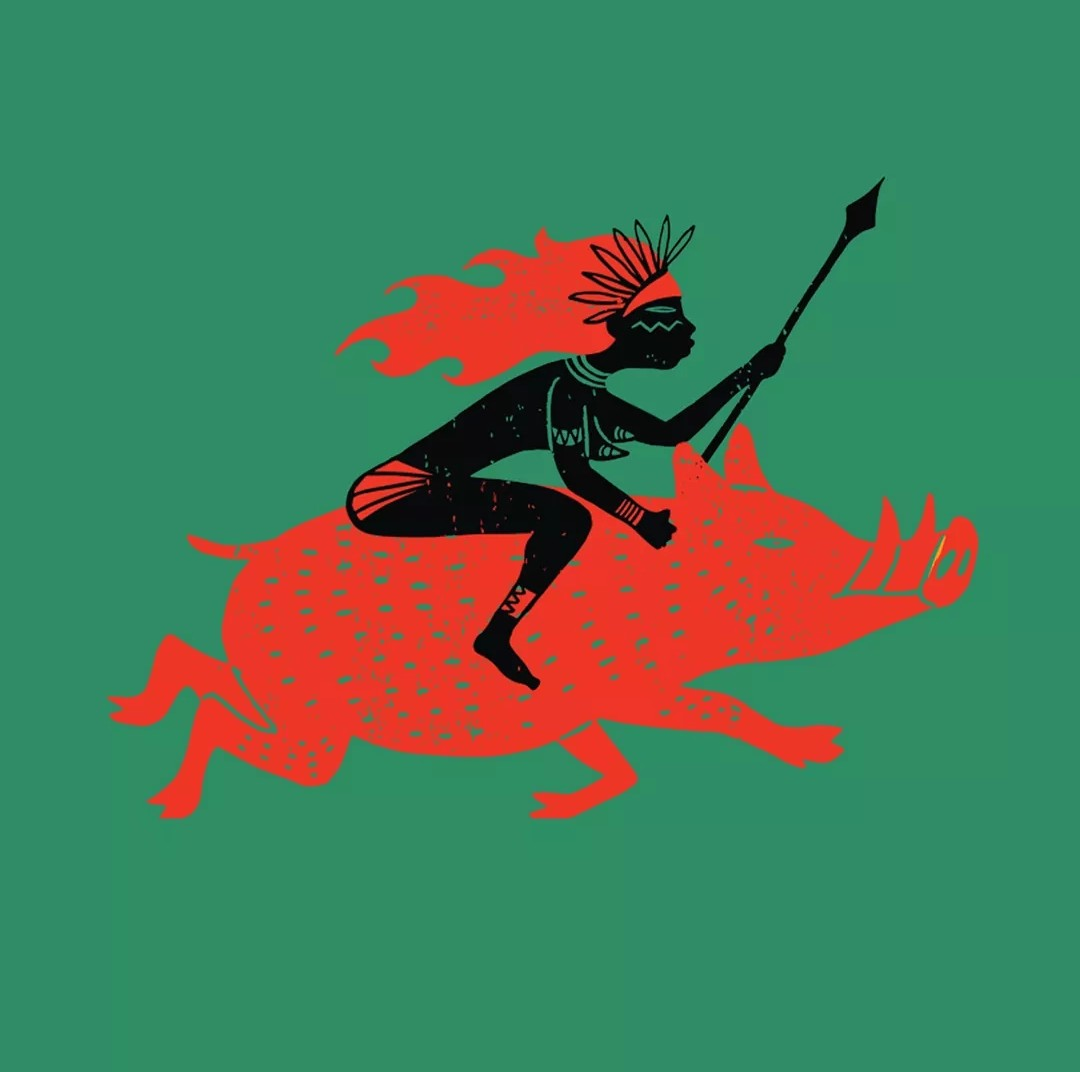
La Caipora preserva els boscos brasilers.

El folklore brasiler inclou moltes històries, llegendes, danses, supersticions i rituals religiosos. La majoria provenen de les diferents tribus indígenes que poblaven el territori, a les que s'hi han afegit d'altres d'origen portuguès i africà. Els personatges inclouen: Caipora, la mula sense cap, Boitatá, Iara, el boto, Saci, Curupira, Cuca o el Bumba Meu Boi, que ha donat lloc a un famós festival de juny al nord i nord-est del Brasil.

## Religió
Al voltant de dos terços de la població són catòlics romans. El catolicisme va ser introduït i difós en gran part pels jesuïtes portuguesos, que van arribar l'any 1549, durant la colonització, amb la missió de convertir el poble indígena. La Companyia de Jesús va tenir un paper important en la formació de la identitat religiosa brasilera fins a la seva expulsió del país, decretada pel marquès de Pombal al segle xviii.
| Religió                       |                          |  |      | Percentatge |
| Església Catòlica Romana      | Església Catòlica Romana |  | 64,6 | 64,6        |
| Evangelicalisme               | Evangelicalisme          |  | 22,2 | 22,2        |
| Irreligió                     | Irreligió                |  | 8,0  | 8,0         |
| Espiritisme                   | Espiritisme              |  | 2,0  | 2,0         |
| Altres                        | Altres                   |  | 3,2  | 3,2         |
| Religió al Brasil (Cens 2010) |                          |  |      |             |

En les últimes dècades, la societat brasilera ha estat testimoni d'un augment del protestantisme. Entre 1940 i 2020, el percentatge de catòlics romans ha baixat del 95% al 50%, mentre que les diferents confessions protestants han crescut del 2,6% al 31%. El percentatge de no religiosos se situa en el 10%.
La religió afrobrasilera del candomblé, amb les seves deïtats orishàs derivades de les tradicions iorubes, és particularment important a Bahia en general.

## Culinària

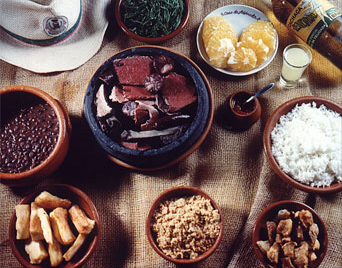
El plat nacional del Brasil, la feijoada, conté mongetes negres cuinades amb carn de porc i altres carns.

La cuina brasilera varia molt segons la regió. Aquesta diversitat reflecteix la història del país i la barreja de cultures indígenes, africanes i d'altres immigrants europeus. Això ha creat un estil de cuina nacional, marcat per la preservació de les diferències regionals. Tot i això, l'arròs amb fesols (feijão e arroz) és el complement bàsic en el menú diari de la majoria dels brasilers, mentre que els ingredients més comuns són les farines de mandioca i blat de moro, la carn de bou i el peix (al litoral i la conca amazònica), la fruita, la llet i el cafè.
Des de l'època imperial, la feijoada, un guisat ibèric amb origen a l'antiga Roma, ha estat el plat nacional del país. Luís da Câmara Cascudo va escriure que, després d'haver estat revisat i adaptat a cada regió del país, ja no és només un plat, sinó que s'ha convertit en un aliment complet.
Els clàssics aperitius inclouen coxinhas, xurrasco, sfiha, empanades i pinhão (durant les Festes Junines). El pão de queijo és típic de l'estat de Minas Gerais.

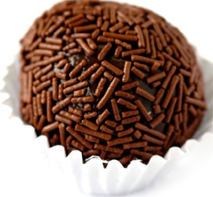
El brigadeiro és un dolç molt popular en les festes d'aniversari.

Els aliments típics per regions són:
- Nord: ànec al tucupi, tacacá, caruru, vatapá i maniçoba.
- Nord-est: moqueca (un guisat de marisc cuinat en oli de palma), acarajé (una massa feta amb mongetes blanques, ceba i fregida en oli de palma (dendê), que s'omple amb gambes seques i pebre vermell), caruru i quibebe.
- Centre-oest: plats de caça i pesca de tradició indígena: carn assecada, pacu a la brasa, sopa de peix. Plats amb carn de porc.
- Sud-est: formatge Minas, tutú i un munt de plats d'ascendència italiana: pizza, polenta, macarrons, lasanya oñoquis.
- Sud: el xurrasco és l'àpat típic de Rio Grande do Sul. Al litoral es preparen racions de peix fregit i pirão.

El Brasil té una gran varietat de dolços, com els brigadeiros, fets amb llet condensada, mantega, cacau en pols, i pot tenir una mica de xocolata al voltant. Moles receptes empren el coco com ingredient. La cachaça és el licor autòcton del Brasil, destil·lat de canya de sucre, i és l'ingredient principal de la beguda nacional, la caipirinha.
Brasil és el líder mundial en producció de cafè verd. L'any 2020, el 34,25% del cafè produït a nivell mundial prové del Brasil. A causa del sòl fèrtil del Brasil, el país ha estat un gran productor de cafè des dels temps de l'esclavitud brasilera, que va crear una forta cultura nacional del cafè.

## Esports

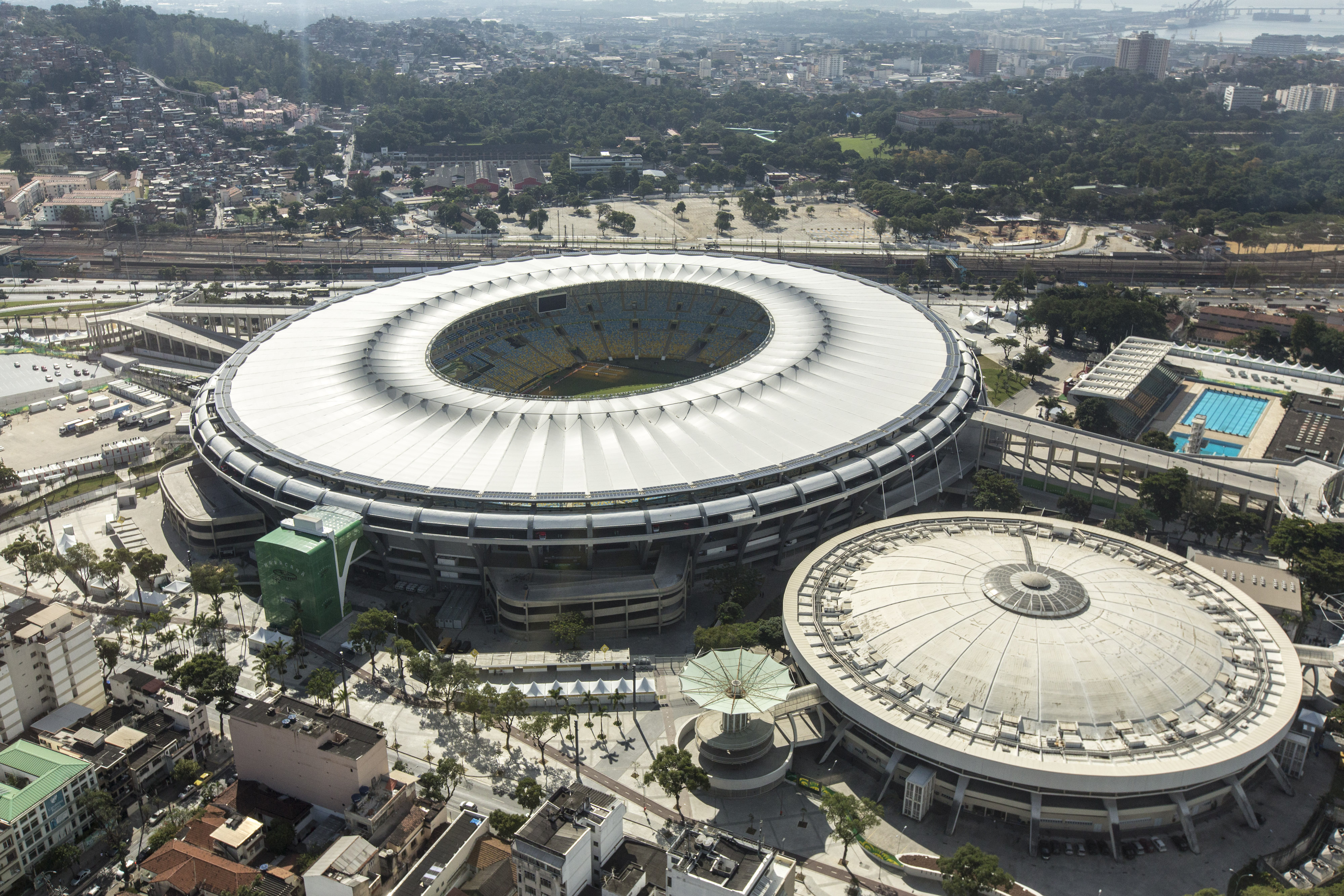
L'Estadi Maracanã a Rio de Janeiro

El futbol és l'esport més popular al Brasil. Molts jugadors brasilers com Pelé, Sócrates, Zico, Ronaldo, Ronaldinho i Neymar es troben entre els jugadors més coneguts d'aquest esport. La selecció de futbol del Brasil (Seleção) es troba entre les millors del món, segons el rànquing mundial de la FIFA. Han guanyat la Copa del Món de la FIFA un rècord de cinc vegades, el 1958, 1962, 1970, 1994 i 2002. La davantera Marta és considerada una de les millors de la història, sis cops guardonada amb el FIFA World Player a la millor futbolista de l'any. El futbol platja, el futbol sala i el futvòlei van sorgir al país com a variacions del futbol i ara es practiquen arreu del planeta.
Els brasilers han sigut especialistes en la pràctica d'arts marcials: el judo és l'esport individual que més medalles olímpiques han rendit al país, amb un total de 24 en Jocs Olímpics i 48 en Mundials, i al país han nascut la capoeira, el vale-tudo i el Jiu-Jitsu brasiler. En les curses d'automòbils, els pilots brasilers han guanyat vuit vegades el Campionat del Món de Fórmula 1: Emerson Fittipaldi el 1972 i el 1974 ; Nelson Piquet els anys 1981, 1983 i 1987 ; i Ayrton Senna els anys 1988, 1990 i 1991.
El surf, el bàsquet, el voleibol, el tennis, la natació, la gimnàstica i l'handbol han trobat un nombre creixent d'entusiastes durant l'última dècada i han sovintejat esportistes d'elit amb grans èxits internacionals: els surfistes brasilers són els únics que han aconseguit trencar el duopoli australo-estatunidenc; Oscar Schmidt és el màxim anotador de la història del bàsquet professional; les seleccions masculines i femenines de vòlei i vòlei platja han guanyat 24 medalles olímpiques; Maria Esther Bueno i Gustavo Kuerten van ser nº 1 de tennis; Maria Lenk i César Cielo són recordistes mundials de natació; la gimnàstica artística ha despuntat en les últimes dècades gràcies als triomfs de Daiane dos Santos i Rebeca Andrade; mentre que l'handbol és el segon esport més practicat en les escoles del país.
El Brasil ha dut a terme l'organització d'esdeveniments esportius a gran escala: el país va organitzar i va acollir la Copa del Món de la FIFA de 1950 i la Copa del Món de la FIFA de 2014. El circuit situat a São Paulo, anomenat Autódromo José Carlos Pace, acull anualment el Gran Premi del Brasil. São Paulo va organitzar els IV Jocs Panamericans el 1963 i Rio de Janeiro va acollir els XV Jocs Panamericans el 2007. El 2 d'octubre de 2009, Rio de Janeiro va ser seleccionada per acollir els Jocs Olímpics d'Estiu de 2016, que van ser els primers celebrats a Sud-amèrica. Les platges brasileres són seu de diverses proves internacionals de surf.

## Societat

### Estructura social

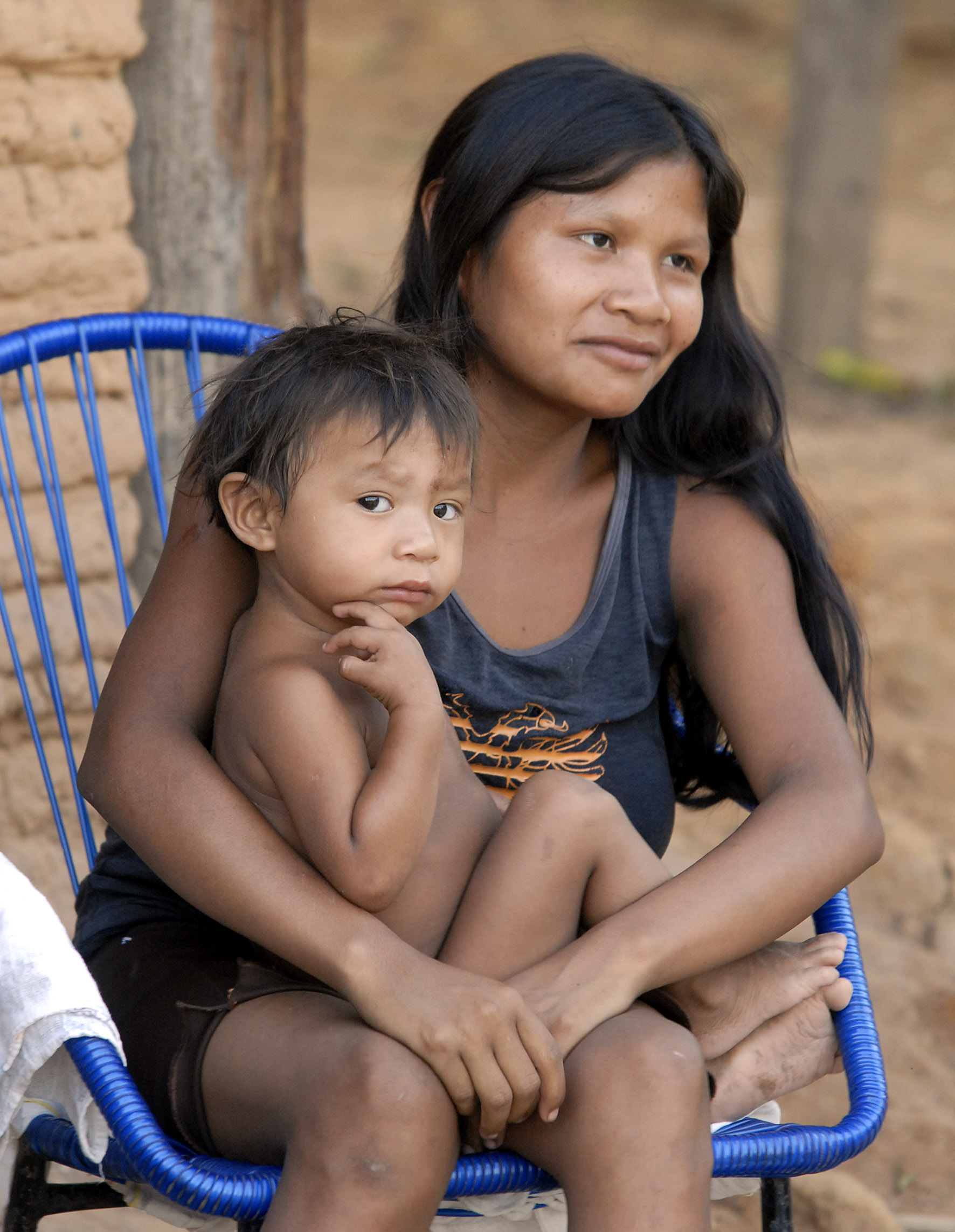
Mare i fill del poble guajajara.

Com a societat amb forts valors tradicionals, la família al Brasil sol estar representada per la parella i els seus fills. La família extensa també és un aspecte important amb llaços forts que sovint es mantenen. Acompanyant una tendència mundial, l'estructura de la família brasilera ha experimentat grans canvis durant les últimes dècades amb la reducció de la mida mitjana i l'augment de les famílies monoparentals, amb doble treballador i casades. L'estructura familiar s'ha tornat menys patriarcal i les dones són més independents, tot i que la disparitat de gènere encara és evident en la diferència salarial. Els diferents pobles nadius del Brasil han perdut la major part de les seves estructures socials i familiars tradicionals, adaptant-se a una forma de vida occidentalitzada.
Brasil va heretar una estructura de classes molt tradicional i estratificada del seu període colonial, amb una profunda desigualtat. En les últimes dècades, l'aparició d'una gran classe mitjana ha afavorit la mobilitat social i ha pal·liat la disparitat d'ingressos, però la situació continua sent greu. Brasil ocupa el lloc 54 entre els països del món segons el coeficient de Gini.
El Brasil segueix sent un país racista i el color de pell negra s'associa a pobresa i, sobretot, delinqüència; mentre que la classe mitjana-alta és majoritàriament blanca. Entre les cinc regions brasileres, la sud i sud-est són les potències econòmiques, i els seus habitants tendeixen a mirar amb mals ulls les polítiques federals de redistribució de renda. Les onades migratories més recents - en nombre molt inferior a les rebudes al llarg de la història - procedeixen de països limítrofs (Veneçuela, Bolívia o Paraguai) i alguns països caribenys (Haití, Cuba). La fràgil situació econòmica del Brasil fa que aquests migrants siguin considerats per les rendes baixes com uns competidors dintre del mercat laboral precari, el que ha contribuït a l'aparició de sentiments xenòfobs.

### Costums socials

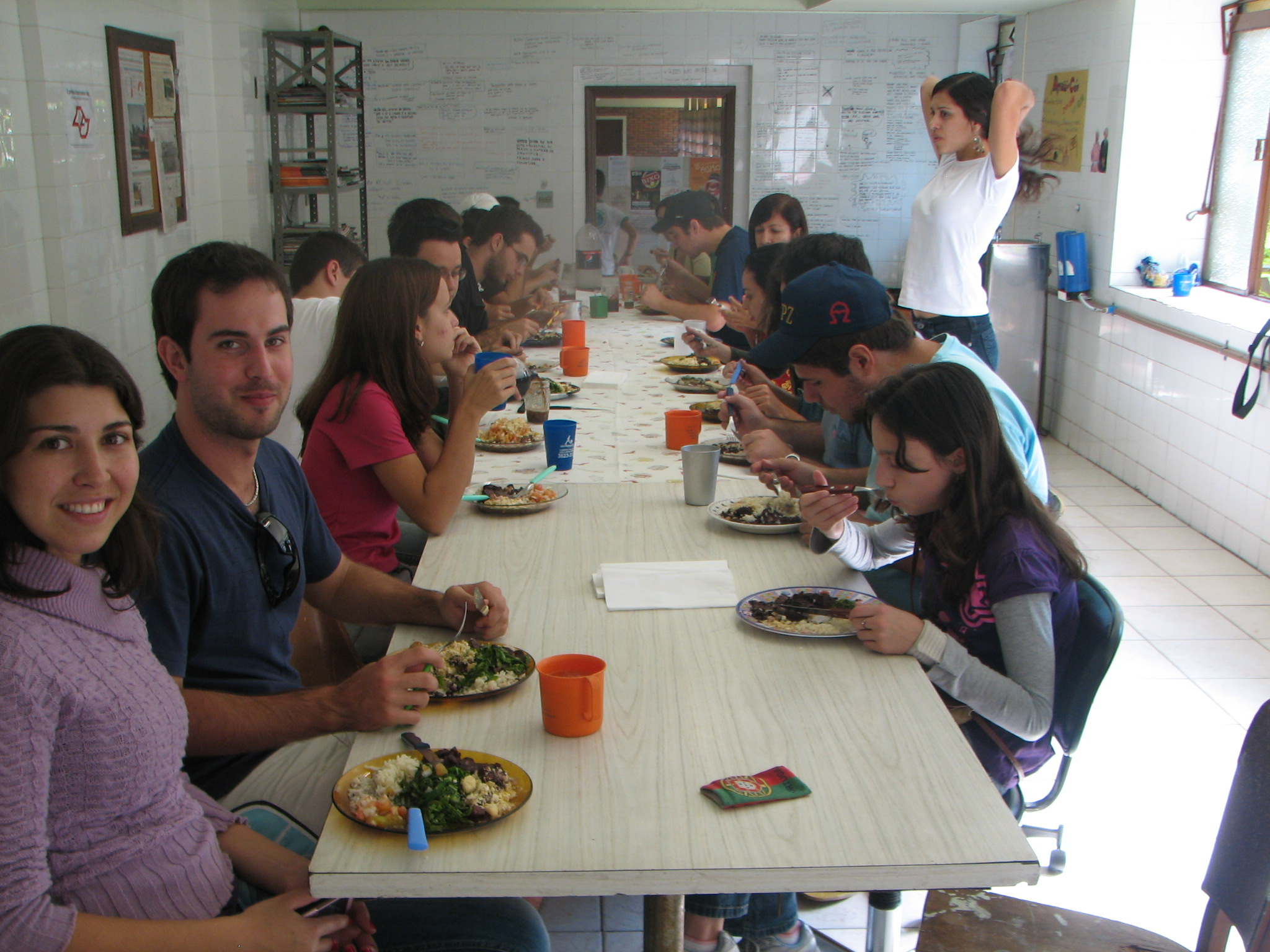
El dissabte és el dia tradicional de preparar feijoada.

A la cultura brasilera, viure en comunitat és vital perquè els brasilers estan molt implicats entre ells. Els brasilers mantenen un alt grau de relacionament, tant pel que fa a la família, els amics, la comunitat i els companys de feina. És habitual que els caps de setmana se celebrin festes i s'hi barrejin convidats de tots ells. Quan algú vol estar sol, s'associa a un estat de depressió, infelicitat o enuig, i no com un desig d'intimitat o tranquil·litat, com podria passar a Europa.
Així com relacions d'amics i familiars tenen un gran impacte en la cultura brasilera, les relacions comercials també són crucials. Pel bon funcionament d'un negoci, és necessari conèixer el teu interlocutor, tant personal com professionalment. Tot i això, al Brasli es manté un ambient de negoci respectuós, on el tractament segons el rang que s'ocupa en l'empresa segueix sent molt marcat.
En saludar, els brasilers sovint s'expressen físicament. Les dones solen fer petons a la galta a l'altre individu (d'un a tres, segons la zona del país) i els homes solen donar-se un copet a l'esquena entre ells, de manera amistosa. És habitual que es refereixin a la posició social de l'individu i després al seu nom de pila quan conversen. Quan els brasilers parlen amb una persona més gran que ells, s'hi adrecen amb o Senhor o a Senhora (senyor, senyora); o amb Dom o Seu (pels homes) i Dona (per les dones), acompanyats del nom de pila de l'individu. Al Brasil, la regla general és utilitzar una salutació formal al comunicar-se amb persones desconegudes o grans. A nivell informal, és molt habitual l'ús de sobrenoms (apelidos).

### Culte a la bellesa
El consum de productes i serveis relacionats amb la bellesa (maquillatge, perruqueria, gimnàs, roba i complements) està generalitzat i ben vist al país. En algunes regions, com el sud-est, mostrar un bon estat físic és un gairebé un requisit en la cerca de l'ascens social, sobretot pel que fa a les dones. Tant per part de la societat com de les empreses s'exerceix una forta pressió que instiga a invertir temps i recursos en cuidar-se. La vanitat no té una connotació tan negativa com en altres països. El pes mitjà d'una dona brasilera és de 62 Kg, en lloc de 75 Kg als Estats Units i 68 Kg al Regne Unit.

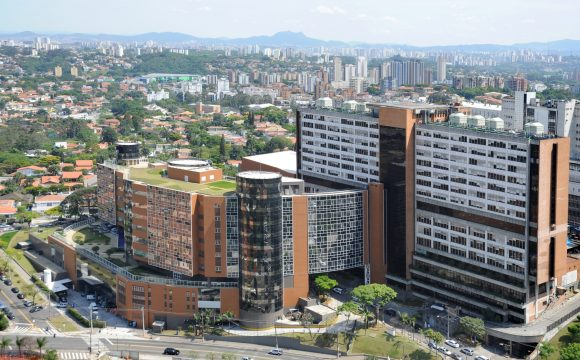
L'Hospital Albert Einstein de São Paulo és conegut pel seu departament de cirurgia estètica.

El Brasil té més cirurgians plàstics per càpita que a qualsevol altre lloc del món, havent destacat per sobre de tots el doctor Ivo Pitanguy. L'any 2000, els brasilers van gastar 3,8 bilions de dòlars en productes d'higiene i cosmètics, convertint el país en el tercer consumidor de productes cosmètics del món. El 2004 es van realitzar 616.287 operacions de cirurgia plàstica, de les quals el 59% van ser estètiques. Segons mostren les estadístiques, el 95% de les dones brasileres volen canviar el seu cos i la majoria es plantejarà seriosament sotmetre's a cirurgia estètica. La recerca de la bellesa és tan important a l'agenda de les dones brasileres, que les investigacions mostren que la relació entre la despesa en productes de bellesa i els ingressos anuals multiplica per 11 els resultats de les brasileres respecte als observats en dones del Regne Unit i dels Estats Units. El Brasil s'ha convertit recentment en una de les principals destinacions mundials per al turisme mèdic. Els brasilers no són aliens a la cirurgia estètica, que se sotmeten a centenars de milers de procediments a l'any, també a tots els nivells socioeconòmics.
Els tractaments de bellesa es perceben com una preocupació per la persona i son socialment acceptats als mitjans de comunicació brasilers. Les transformacions quirúrgiques es naturalitzen com a millores necessàries. S'ha observat també una tendència entre les persones mulates o negres a sol·licitar intervencions quirúrgiques amb el fi d'apropar-se a la fesomia de les persones blanques.
Del Brasil han sorgit diverses Top models, de les més cotitzades del món: Gisele Bündchen, Isabeli Fontana, Alessandra Ambrosio, Adriana Lima, Raquel Zimmermann o Ana Beatriz Barros.

### Mitjans de comunicació social

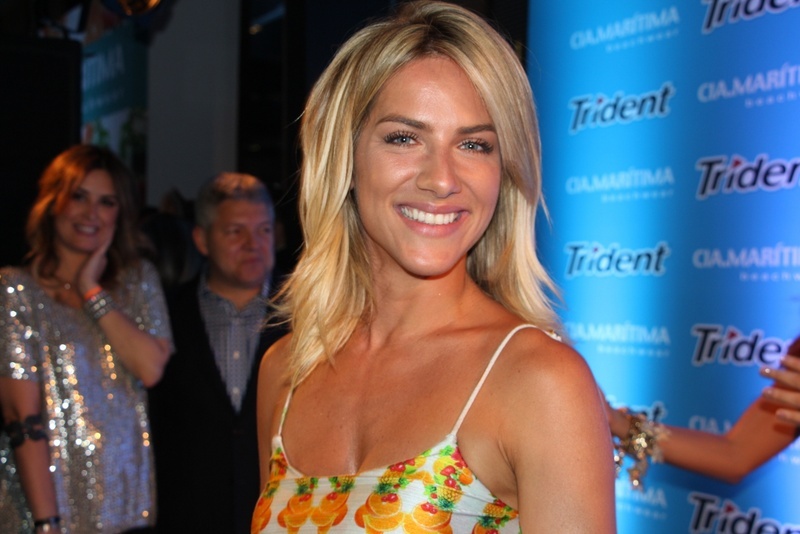
Giovana Ewbank és una de les personalitats brasileres amb més seguidors a les seves xarxes socials.

Les xarxes socials al Brasil han tingut una gran acceptació, gràcies al creixement econòmic experimentat en la dècada del 2000, que va globalitzar la connexió a internet, la disponibilitat d'ordinadors i de telèfons intel·ligents. El país fou el segon mercat més important d'Orkut, per darrere de l'Índia. El Brasil és el segon usuari de Twitter del món (amb 41,2 milions d'usuaris) i el mercat més gran de YouTube fora dels Estats Units. El 2012, el temps mitjà passat a Facebook va augmentar un 208% mentre que a nivell global havia disminuit un 2%. El 2013, el Brasil va ocupar el segon nombre d'usuaris de Facebook a nivell mundial amb 65 milions. Durant aquest període, els usuaris de xarxes socials al Brasil van passar una mitjana de 9,7 hores al mes en línia. Amb prop de 120 milions de comptes, el Brasil era a començaments de 2022 el tercer país amb més usuaris d'Instagram.

## Festivitats
Al Brasil, els dies festius es poden legislar a nivell federal, estatal i municipal. A part dels dies festius oficials anuals, la Constitució del Brasil també estableix que els dies de les eleccions també es consideren festius nacionals. Les eleccions generals se celebren cada dos anys el primer diumenge d'octubre en primera volta i l'últim diumenge d'octubre en segona volta.
| Data                                             | Nom català                        | Nom portuguès                          | Observacions |
| ------------------------------------------------ | --------------------------------- | -------------------------------------- | --- |
| 1 de gener                                       | Any Nou                           | Ano Novo o Confraternització Universal | Celebra l'inici de l'any del calendari gregorià. Les festes inclouen el compte enrere fins a la mitjanit de la nit anterior.                                                                                        |
| Març/abril (variable)                            | Divendres Sant                    | Sexta-feira Santa                      | Festa cristiana, celebra la passió i mort de Jesús a la creu. |
| 21 d'abril                                       | Dia de Tiradentes                 | Dia de Tiradentes                      | Aniversari de la mort de Tiradentes (1792), considerat màrtir nacional per formar part de la Inconfidência Mineira, un moviment insurgent a Minas Gerais que pretenia establir una república brasilera independent. |
| 1 de maig                                        | Dia del treball                   | Dia do Trabalhador                     | Celebra els èxits dels treballadors i del moviment obrer. |
| juny (variable)                                  | Corpus Christi                    | Corpus Christi                         | Festa catòlica que celebra l'Eucaristia i la creença de la presència real de Jesús a l'hòstia. |
| 7 de setembre                                    | Dia de la independència           | Dia da Independência o 7 de Setembro   | Celebra la Declaració d'Independència de Portugal el 7 de setembre de 1822. |
| Primer i últim diumenge d'octubre d'anys parells | Dia de les eleccions              | Dia da Eleição o Eleições              | Cada 2 anys, els brasilers tenen l'obligació de votar. La primera volta electoral sempre es fa el primer diumenge d'octubre; si cal una segona volta, aquesta es farà l'últim diumenge del mateix octubre.          |
| 12 d'octubre                                     | Dia de la Mare de Déu d'Aparecida | Dia de Nossa Senhora Aparecida         | Commemora la Mare de Déu com a Nossa Senhora da Conceição Aparecida, Patrona del Brasil. També se celebra el Dia de la Infància (Dia das Crianças) en la mateixa data.                                              |
| 2 de novembre                                    | Dia dels Difunts                  | Dia de Finados                         | Una altra festa cristiana, commemora els fidels difunts. |
| 15 de novembre                                   | Dia de la República               | Proclamação da República               | Commemora la fi de l'Imperi del Brasil i la proclamació de la República del Brasil, el 15 de novembre de 1889. |
| 25 de desembre                                   | Dia de Nadal                      | Natal                                  | Celebra la nativitat de Jesús. |

Altres festes tradicionals que no tenen consideració de dia festiu són:
| - 2 de febrer: Dia de Iemanjá - 8 de març: Dia de les Dones - març/abril: Dimarts de Carnaval i Dimecres de Cendra - 19 d'abril: Dia de l'Indi - 22 d'abril: Dia del Descobriment del Brasil | - 2n diumenge de maig: Dia de les Mares - 12 de juny: Dia dels Enamorats - 24 de juny: Sant Joan - 2n diumenge d'agost: Dia dels Pares - 20 de novembre: Dia de la Consciència Negra |

## Patrimoni Cultural

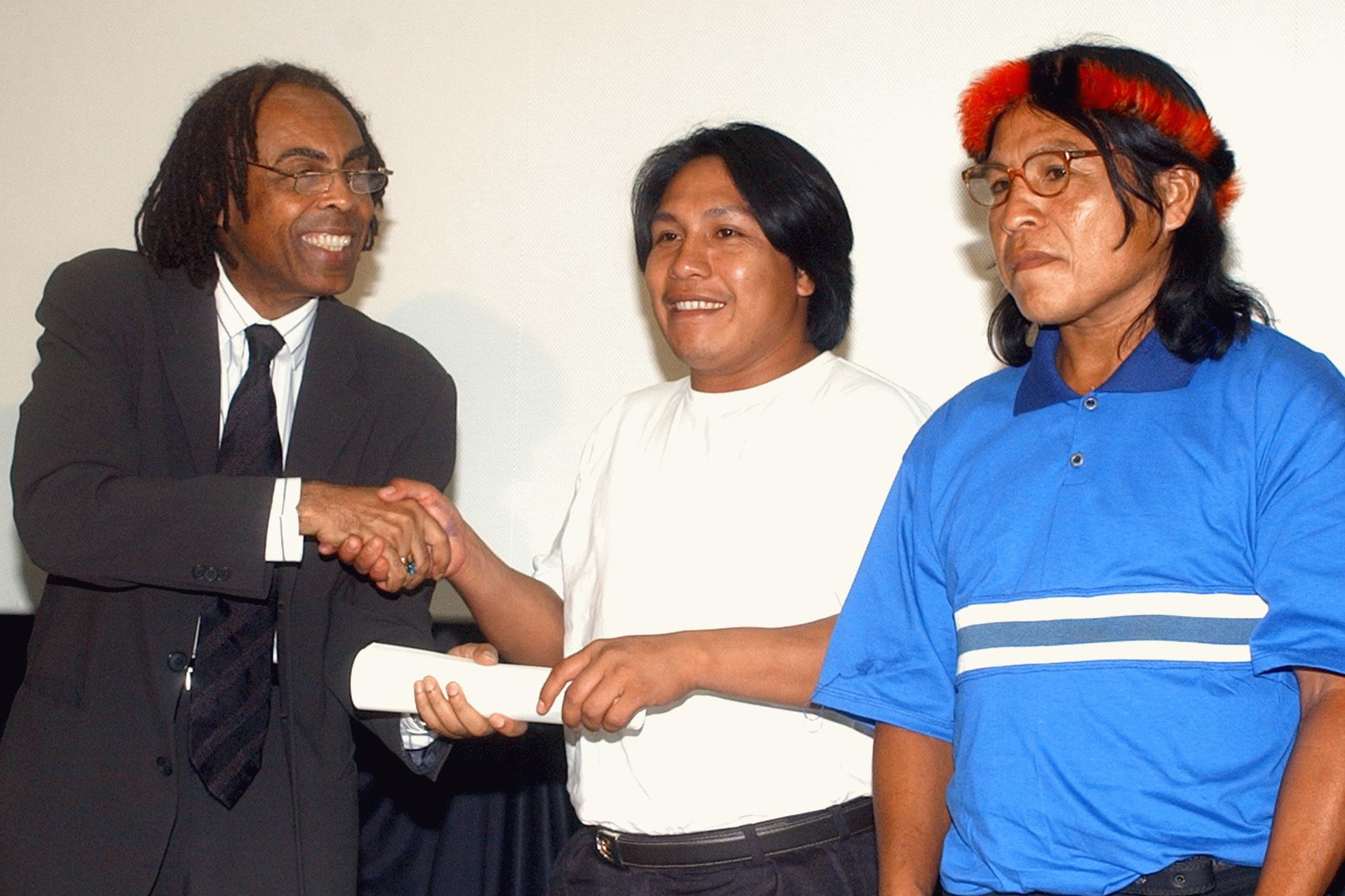
El Ministre de Cultura Gilberto Gil entrega a representants dels Wayãmpis el certificat de Patrimoni Immaterial de la Unesco (2013).

### Patrimoni Cultural Immaterial
La UNESCO ha inclòs els següents elements en la seva llista de Patrimoni Cultural Immaterial de la Humanitat:
- Samba de roda del Recôncavo Baiano.
- Frevo, a Pernambuco.
- Bumba-meu-boi del Maranhão.
- Roda de Capoeira de l'Estat de Bahia.
- Processons del Círio de Nazaré, a Belém.
- El ritu Yaokwa del poble enauenê-nauê, ubicats al Mato Grosso.
- Tradicions del poble wayãmpi (Amapá, Pará i Guaiana Francesa).

### Patrimoni de la Humanitat
23 llocs del Brasil formen part de la llista del Patrimoni de la Humanitat de la UNESCO:
- Centre històric d'Ouro Preto
- Centre històric d'Olinda
- Missions jesuítiques guaranís (Rio Grande do Sul)
- Centre històric de Salvador
- Santuari del Bom Jesus de Matosinhos, a Congonhas
- Parc Nacional de l'Iguaçu
- Brasília
- Parc Nacional de la Serra da Capivara
- Centre històric de São Luís
- Centre històric de Diamantina
- Reserves de la Selva Atlàntica del Sud-est del Brasil
- Reserves de Selva Atlàntica a la Costa do Descobrimento
- Complex de conservació de l'Amazònia Central
- Parque Nacional do Pantanal
- Illes atlàntiques brasileres: Fernando de Noronha i Atol de les Roques
- Reserves naturals del cerrado: Parc Nacional de la Chapada dos Veadeiros i Parc Nacional de les Emas
- Centre històric de Goiàs
- Plaça de São Francisco (São Cristóvão)
- Conjunt modern de Pampulha
- Rio de Janeiro
- Sítio Roberto Burle Marx
- Moll (cais) de Valongo, a Rio
- Paraty i Ilha Grande